# Operacja berlińska
Operacja berlińska, bitwa o Berlin (w historiografii radzieckiej i rosyjskiej jako Berlińska Strategiczna Operacja Ofensywna) – operacja ofensywna Armii Czerwonej przy wsparciu Ludowego Wojska Polskiego przeprowadzona między 16 kwietnia a 2 maja 1945 roku na froncie wschodnim II wojny światowej siłami 1 i 2 Frontu Białoruskiego oraz 1 Frontu Ukraińskiego. Jej celem było zdobycie stolicy III Rzeszy, Berlina, i zakończenie II wojny światowej w Europie.
12 stycznia 1945 roku Armia Czerwona rozpoczęła operację wiślańsko-odrzańską i nacierała na zachód przez Prusy Wschodnie, Dolny Śląsk, Pomorze i Górny Śląsk, tymczasowo zatrzymując się na linii 60 km na wschód od Berlina wzdłuż Odry. Kiedy ofensywa została wznowiona, 1 Front Białoruski i 1 Front Ukraiński zaatakowały Berlin od stron wschodniej i południowej, podczas gdy 2 Front Białoruski otoczył wojska niemieckie na północ od Berlina. Walki w Berlinie rozpoczęły się 20 kwietnia, a zakończyły się rano 2 maja.
Pierwsze przygotowania obronne w okolicach Berlina rozpoczęto 20 marca, kiedy nowo mianowany dowódca Grupy Armii „Wisła” gen. Gotthard Heinrici trafnie przewidział, że główne radzieckie natarcie zostanie wyprowadzone nad rzeką Odrą.
Zanim główne walki w Berlinie się rozpoczęły, Armia Czerwona zamierzała okrążyć Berlin w wyniku stoczonych bitew o wzgórza Seelow i pod Halbe. 20 kwietnia 1 Front Białoruski marsz. Gieorgija Żukowa rozpoczął ostrzeliwanie artyleryjskie centrum Berlina, a 1 Front Ukraiński marsz. Iwana Koniewa nacierał na północ przez ostatnie formacje Grupy Armii „Środek”. Niemieckie siły obronne były głównie dowodzone przez Helmutha Weidlinga i składały się z wielu wyczerpanych, źle uzbrojonych i zdezorganizowanych dywizji Wehrmachtu i Waffen-SS, jak i żołnierzy Volkssturmu i Hitlerjugend. Przez następne dni wojska radzieckie szybko nacierały przez miasto, docierając do jego centrum i po zaciętych walkach także do Reichstagu 30 kwietnia.
Zanim wojna się skończyła, niemiecki przywódca Adolf Hitler i kilku innych jego współpracowników popełnili samobójstwo. Obrońcy miasta skapitulowali ostatecznie 2 maja. Mimo to walki kontynuowano na północny zachód, zachód i południowy zachód od miasta do kapitulacji III Rzeszy 8 maja (9 maja w Związku Radzieckim), kiedy niemieckie jednostki spróbowały przedrzeć się na zachód i poddać się zachodnim aliantom.

## Wstęp
12 stycznia 1945 roku Armia Czerwona rozpoczęła operację wiślańsko-odrzańską z przyczółków na Wiśle (baranowsko-sandomierskiego, warecko-magnuszewskiego) ustanowionych latem poprzedniego roku. Operacja ta wiązała siły dwóch frontów radzieckich (1 Białoruskiego i 1 Ukraińskiego). Do 17 stycznia obydwa fronty (przy pomocy sąsiednich 2 Białoruskiego na północy i 4 Ukraińskiego na południu) przełamały obronę przeciwnika na szerokości prawie 500 km i przesunęły się na zachód o 100–160 km. Do końca stycznia i na początku lutego oddziały frontów marsz. Żukowa i Koniewa wyzwoliły większość większych miast Polski i dotarły do linii Odry. 1 Front Białoruski opanował 100-kilometrowy odcinek tej rzeki i sporo przyczółków na jej drugim brzegu. Ofensywa w kierunku Berlina nie była jednak kontynuowana z powodu zagrożenia, jakie stanowiły zgrupowania wojsk niemieckich na Pomorzu i Śląsku przy bardzo rozciągniętych flankach wojsk radzieckich. W tym samym czasie wojska 1 Frontu Nadbałtyckiego, 3 Frontu Białoruskiego i 2 Frontu Białoruskiego toczyły ciężkie walki z wojskami niemieckimi w Prusach Wschodnich. Do połowy lutego Prusy Wschodnie zostały w większości zajęte. Jedynymi punktami oporu w tym rejonie pozostały Królewiec, który padł po zaciekłych walkach 9 kwietnia oraz półwysep Sambijski, gdzie resztki niemieckich wojsk broniły się do 9 maja. Do 31 marca 2 Front Białoruski wspólnie z prawym skrzydłem 1 Frontu Białoruskiego wyzwolił Pomorze. Natomiast nad Odrą 1 Front Białoruski poszerzył przyczółek pod Kostrzynem. W lutym 1 Front Ukraiński toczył walki na Śląsku, który ostatecznie wyzwolono do końca marca (jedynym punktem oporu, który wciąż się bronił był Wrocław, okrążony 13 lutego).
W połowie lutego z rejonu Stargardu wojska niemieckie przypuściły kontratak w ramach operacji Sonnenwende na wojska 1 Frontu Białoruskiego, który nieznacznie odrzucił oddziały 47 Armii tego frontu. Niemiecki kontratak, pomimo początkowych sukcesów, został jednak powstrzymany przez wojska radzieckie i ostatecznie zakończył się porażką.
Na południowym odcinku frontu wschodniego trwało oblężenie Budapesztu. Wojska niemieckie przeprowadziły trzy próby zniesienia oblężenia stolicy Węgier, jednak zakończyły się one fiaskiem i ciężkimi stratami dla strony niemieckiej. 13 lutego Budapeszt został ostatecznie zdobyty przez oddziały Armii Czerwonej. Dowództwo niemieckie zdecydowało się wtedy przeprowadzić ostatnią próbę kontrataku na Węgrzech. Celem kontrofensywy, która została wyprowadzona z okolic jeziora Balaton, było odbicie Budapesztu i tym samym poprawienie sytuacji strategicznej wojsk niemieckich na Węgrzech, zabezpieczenie pól naftowych koło Nagykanizsy i zadanie ciężkich strat oddziałom radzieckim znajdującym się w tym rejonie (3 Frontowi Ukraińskiemu). Operacja opatrzona kryptonimem „Frühlingserwachen” rozpoczęła się 6 marca i pomimo początkowych sukcesów zakończyła się ostatecznie klęską po dziesięciu dniach walk po tym, jak oddziały radzieckie kontratakowały, odrzucając siły niemieckie z okolic Balatonu i zadając im ciężkie straty. Pod koniec marca jednostki radzieckie przekroczyły granicę austriacko-węgierską i 13 kwietnia zdobyły Wiedeń.

## Przygotowania, plany, stan wojsk i siły obu stron

### Związek Radziecki

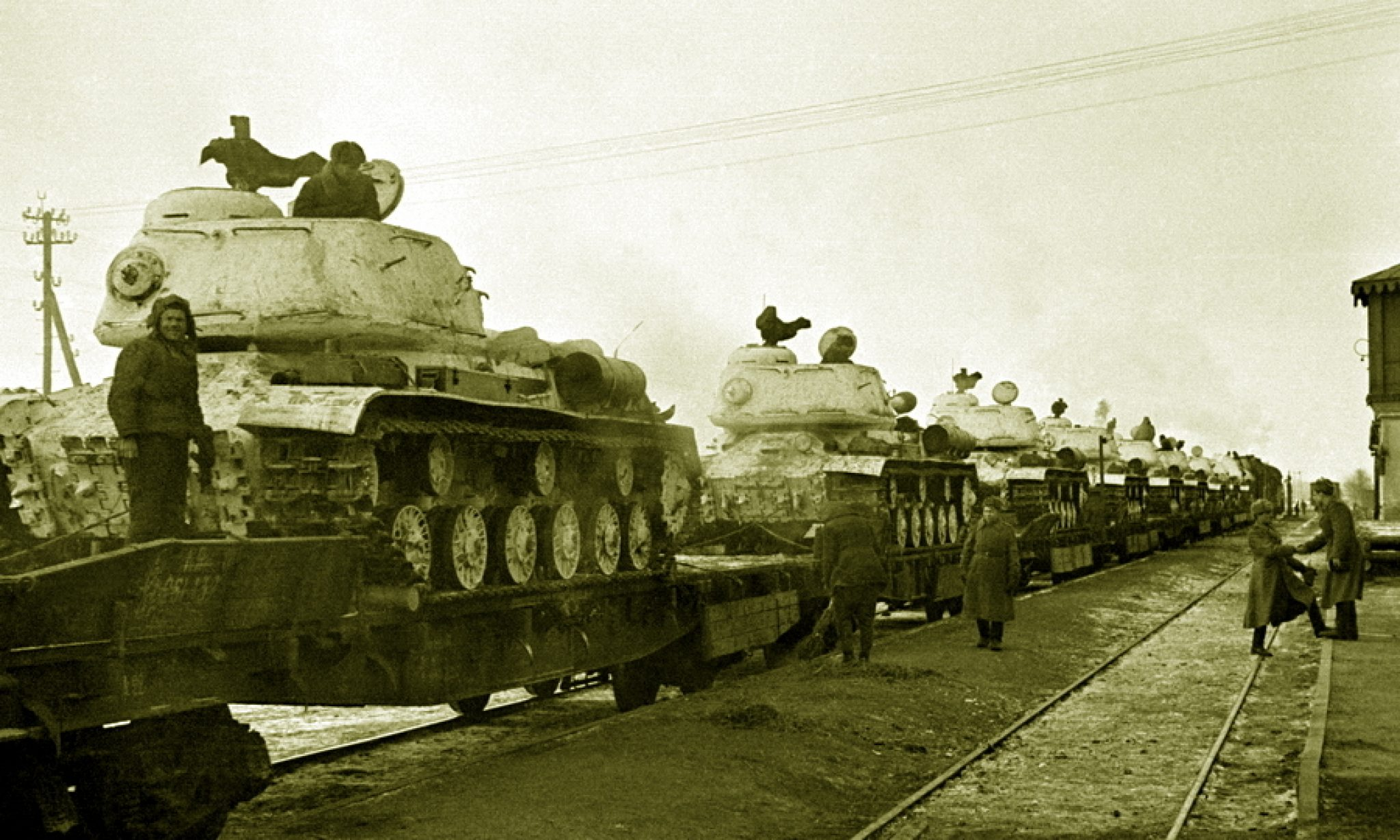
Transport kolejowy radzieckich czołgów IS-2 w drodze na front zimą 1944 roku

Dla Stalina i Stawki Berlin stanowił kluczowy cel w tej wojnie. Stalin doskonale zdawał sobie sprawę z wydźwięku propagandowego, jaki przyniesie zdobycie Berlina przez ZSRR. 1 kwietnia 1945 w kwaterze głównej w Moskwie odbyła się narada poświęcona planom operacji berlińskiej. Stalin wyznaczył datę rozpoczęcia ofensywy na 16 kwietnia i dał dwa tygodnie na jej zakończenie. Zarówno marsz. Gieorgij Żukow, dowódca 1 Frontu Białoruskiego, jak i dowódca 1 Frontu Ukraińskiego marsz. Iwan Koniew mieli jako cel zdobycie Berlina i nie zamierzali rezygnować ze sławy, jaka przypadnie zdobywcy stolicy III Rzeszy. Stalin postanowił wykorzystać rywalizację obu marszałków do skuteczniejszego przeprowadzenia operacji berlińskiej.
Na początku 1945 roku na froncie wschodnim Armia Czerwona bezpośrednio na linii frontu miała 6 mln 700 tys. żołnierzy, 107 300 dział i moździerzy, 12 100 czołgów i dział samobieżnych oraz 14 700 samolotów bojowych (nie licząc lotnictwa floty). Przeciwko nim stały wojska niemieckie i węgierskie liczące 3 mln 700 tys. żołnierzy, 56 200 dział i moździerzy, 8100 czołgów i dział samobieżnych oraz 4100 samolotów bojowych. Z powodu braku paliwa i amunicji ich potencjał bojowy był bardzo umiarkowany. Armia Czerwona była dobrze wyposażona w sprzęt pancerny, artylerię i lotnictwo, bez zarzutu działało też jej zaopatrzenie, uzupełnione m.in. dzięki dostawom sprzętu w ramach Lend-Lease Act. Duże znaczenie dla radzieckiego wysiłku wojennego miały zwłaszcza dostawy ciężarówek i parowozów, pozwalające na tworzenie elastycznych i wydajnych linii zaopatrzenia dla walczących i pozostających w pobliżu frontu oddziałów. Na wysokim poziomie stały oddziały inżynieryjne i saperskie, bardzo silna była też artyleria. Utrzymywano znany z wcześniejszych lat podział armii na elitarne gwardyjskie (zazwyczaj mające strukturę pozwalającą na wykonywanie na szczeblu armii operacji kombinowanych, a składające się z trzech korpusów piechoty i korpusu pancernego), uderzeniowe (posiadające znacznie zwiększone stany artylerii armijnej i dywizyjnej) i standardowe, mające podstawowe wyposażenie i wyszkolenie. Morale oddziałów Armii Czerwonej było bardzo wysokie, często miały one za sobą długi i chwalebny szlak bojowy. Integralnym składnikiem większości jednostek Armii Czerwonej były też pułki NKWD, pełniące rolę żandarmerii wojskowej.
Radzieckie oddziały pancerne dysponowały znacznie większą liczbą typów pojazdów niż jednostki niemieckie. Standardowym czołgiem stawał się T-34-85, część oddziałów pancernych wyposażona była także w czołgi ciężkie IS-2, gorzej opancerzone od niemieckich PzKpfw VI Königstiger, jednak występujące w większej liczbie i znacznie łatwiejsze w produkcji. Istniały również związki pancerne wyposażone w całości w sprzęt produkcji amerykańskiej lub brytyjskiej. Podobnie jak jej przeciwnik, Armia Czerwona wykorzystywała niszczyciele czołgów w oddziałach liczących od 21 do 60 pojazdów. Były to niszczyciele SU-76, SU-85, SU-100, ISU-122 i ISU-152.
Oprócz związków pancernych Armia Czerwona posiadała także stosunkowo szybkie jednostki konne; w czasie ataku na Berlin wykorzystano 12 dywizji tego rodzaju i jedną brygadę kawalerii. Oddziały te walczyły zazwyczaj na terenach podmokłych i trudno dostępnych dla czołgów, choć – wbrew nazwie – w związkach kawaleryjskich występowało dość znaczne nasycenie pojazdami pancernymi, zwłaszcza artylerią samobieżną.

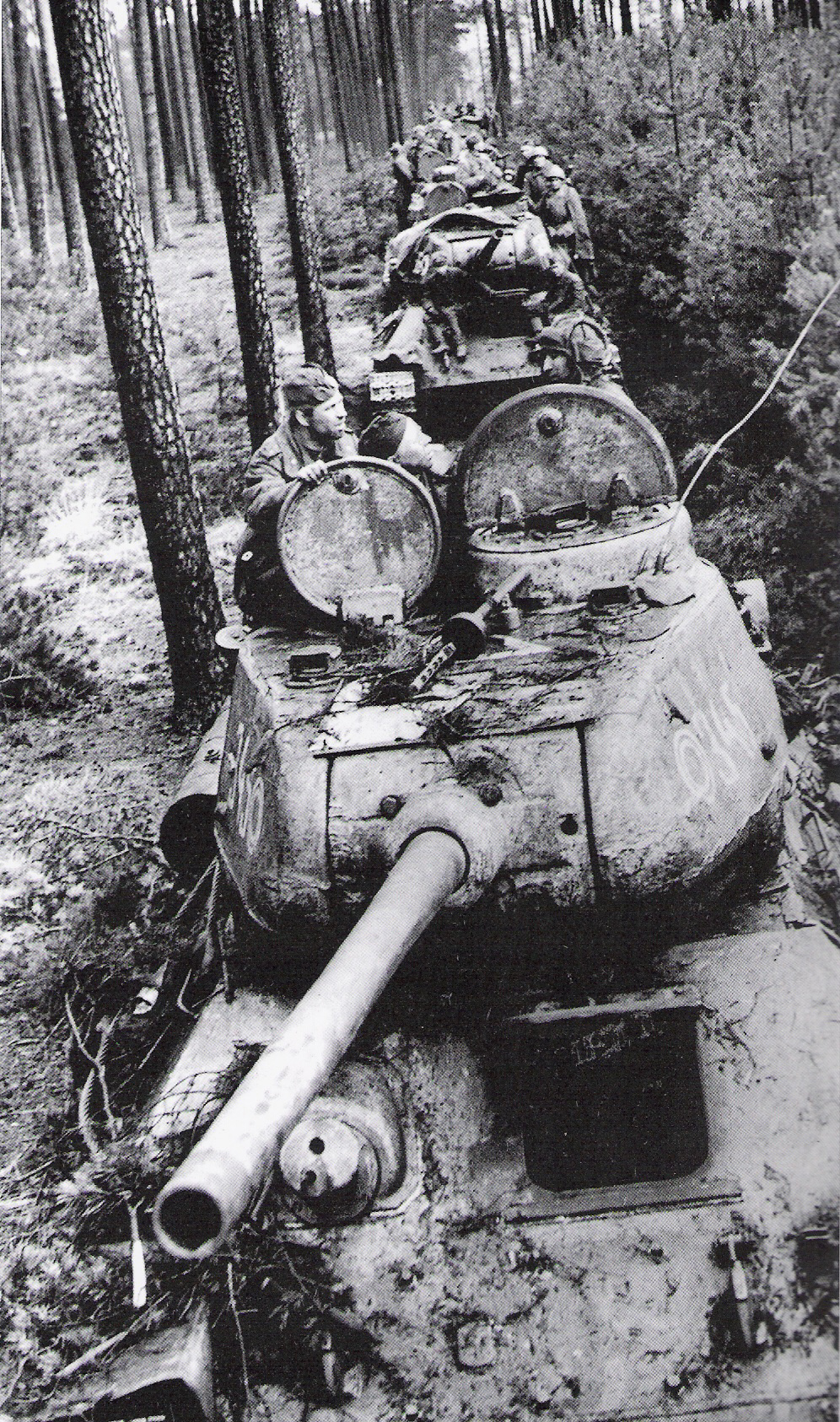
Czołgi 3 Gwardyjskiej Armii Pancernej 1 Frontu Ukraińskiego podczas ofensywy w kierunku Niemiec w 1945 roku

Atakujące od wschodu oddziały radzieckie górowały też nad przeciwnikiem w powietrzu. W czasie operacji berlińskiej przewaga lotnictwa radzieckiego nad Luftwaffe wynosiła co najmniej 5 do 1. Podczas walk o Berlin, zwłaszcza w fazie przełamania niemieckiej obrony na wzgórzach Seelow, dowództwo radzieckie wielokrotnie wykorzystywało w roli bliskiego wsparcia nie tylko samoloty szturmowe, lecz także średnie samoloty bombowe, atakujące cele w bezpośredniej bliskości własnych oddziałów.
Plan operacji berlińskiej był bardzo prosty: 1 Front Białoruski miał wykonać silne uderzenie poprzez Odrę, by zniszczyć siły grup armii „Środek” i „Wisła”, które broniły dostępu do Berlina, zdobyć Berlin i tym samym rozciąć terytorium III Rzeszy na dwie części. W przeciągu 15 dni oddziały radzieckie miały dotrzeć nad Łabę i spotkać się z wojskami amerykańskimi i brytyjskimi. Ofensywa miała przebiegać w trzech kierunkach – jednym bezpośrednio na Berlin i dwoma pomocniczymi – na północ i południe. Zadaniem 1 Frontu Ukraińskiego było zniszczenie niemieckiego zgrupowania w okolicach Chociebuża (Cottbus) na południe od Berlina i dotarcie do rubieży Belzig – Wittenberga w ciągu 12 dni od momentu rozpoczęcia ofensywy, a następnie dojście do Łaby. 2 Front Białoruski miał sforsować Odrę, zlikwidować wojska niemieckie wokół Szczecina i 15. dnia ofensywy osiągnąć rubież Anklam – Waren – Wittstock. Po osiągnięciu tej rubieży miał nacierać w kierunku Łaby i Bałtyku. Obydwa fronty działające na skrzydłach 1 Frontu Białoruskiego miały także uniemożliwić skierowanie niemieckich rezerw na pomoc Berlinowi.
W operacji berlińskiej miały brać udział trzy fronty radzieckie: 1 i 2 Białoruski oraz 1 Ukraiński. Liczyły one razem 19 armii ogólnowojskowych, 4 pancerne, 9 samodzielnych korpusów pancernych i zmechanizowanych, 4 korpusy kawaleryjskie i 3 armie lotnicze. Dodatkowe wsparcie lotnicze zapewniały 18 Armia Lotnicza marsz. Aleksandra Gołowanowa i wojska PWO. Siły zapewnione do zdobycia Berlina były na skalę niespotykaną do tej pory na froncie wschodnim – łącznie w operacji miało wziąć udział 2,5 mln żołnierzy, 41 600 dział i moździerzy, 6250 czołgów i dział samobieżnych oraz 7500 samolotów. W tej liczbie znajdowało się 185 tys. żołnierzy dwóch armii ludowego Wojska Polskiego. Ich uzbrojenie stanowiło 3000 dział i moździerzy, 508 czołgów i dział samobieżnych oraz 320 samolotów.
Operacja berlińska dzieliła się na trzy etapy:
- pierwszy, od 16 do 19 kwietnia 1945, obejmował przełamanie obrony niemieckiej nad Odrą i Nysą Łużycką przez wojska 1 Frontu Białoruskiego i 1 Frontu Ukraińskiego. W tym czasie oddziały 2 Frontu Białoruskiego pokonały wschodnie koryto Odry na południe od Szczecina i opanowały podstawy wyjściowe do forsowania zachodniego koryta tej rzeki[21];
- podczas drugiego etapu operacji, trwającego od 20 do 25 kwietnia, wojska 1 Frontu Białoruskiego i 1 Frontu Ukraińskiego po przekroczeniu Odry rozwijały natarcie w głąb Brandenburgii i Łużyc, okrążyły Berlin i wojska niemieckie w rejonie Gubina i Frankfurtu nad Odrą. W tym czasie oddziały 2 Frontu Białoruskiego po sforsowaniu zachodniego koryta Odry zdobyły Szczecin[21];
- ostatni, trzeci etap operacji trwał od 26 kwietnia do 8 maja. W tych dniach zlikwidowano okrążone zgrupowania niemieckie w rejonie Gubina i Frankfurtu nad Odrą oraz odpierano ataki Niemców mające na celu odblokowanie Berlina. Trwały też walki o poszczególne dzielnice miasta. Wojska obu frontów zaangażowanych bezpośrednio w szturm Berlina dotarły do Łaby, a oddziały 2 Frontu Białoruskiego rozbiły zgrupowanie przeciwnika walczące w Meklemburgii[21].

### III Rzesza
W tym czasie Hitler, coraz bardziej tracąc kontakt z rzeczywistością, liczył wciąż na dwa czynniki mające zapewnić przełom w trwającej wojnie: Wunderwaffe – swą cudowną broń oraz rozbieżności wśród sojuszników, które jego zdaniem nieuchronnie powinny się pojawić. Postanowił skupić swoją uwagę na jak najdłuższym powstrzymaniu wojsk radzieckich na wschodzie, organizując możliwie silną obronę wzdłuż Odry i Nysy Łużyckiej, uniemożliwiając dostęp do Berlina. Jednocześnie na froncie zachodnim znacznie słabsze siły miały bronić wojskom alianckim dostępu do trzech kluczowych miejsc: północnych Niemiec, Zagłębia Ruhry i tzw. twierdzy narodowej – górzystych terenów w południowej Bawarii, zachodniej Austrii i północnych Włoszech, które miały być ostatnim bastionem obrony III Rzeszy.

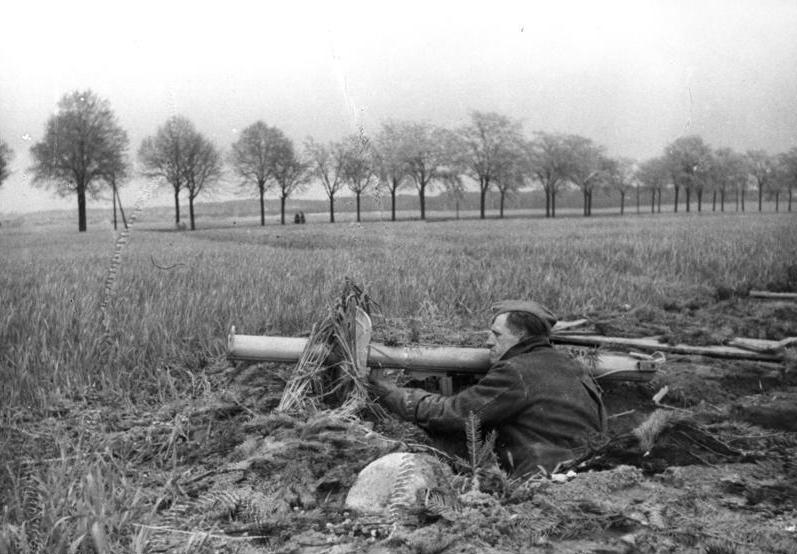
Żołnierz Volkssturmu na pozycji bojowej w okolicach Berlina, uzbrojony w Panzerschrecka, w kwietniu 1945 roku

Sytuacja armii niemieckiej ogólnie, a zwłaszcza na froncie wschodnim, była bardzo ciężka. Trwały rozpaczliwe walki w Prusach Wschodnich, w Kurlandii, opór stawiały też Wrocław i inne izolowane miasta. Brakowało jednolitego, jasnego łańcucha dowodzenia, każda decyzja Naczelnego Dowództwa Wehrmachtu mogła zostać anulowana przez Hitlera, najwyższego zwierzchnika i naczelnego dowódcę sił zbrojnych, który w tym okresie podupadł już bardzo na zdrowiu. W kręgach najwyższego dowództwa wciąż niezwykle żywe pozostawały echa niedawnego zamachu na Hitlera, generałowie zaangażowani byli w liczne intrygi polityczne, a osoby najtrzeźwiej oceniające sytuację odsuwano od dowództwa pod zarzutem szerzenia defetyzmu. Dodatkowo, kiedy 16 stycznia 1945 Hitler przeniósł kwaterę główną do bunkra pod budynkiem Kancelarii Rzeszy, okazał się on niezbyt odpowiedni jako kwatera dowódcza. Łączność ze sztabami jednostek utrzymywana była przez zaledwie jedną radiostację telefoniczną, obsługiwaną przez jedną osobę.
Niemieckie oddziały, zwłaszcza piechoty, od wielu miesięcy cierpiały na brak odpowiednich uzupełnień. Straty bojowe wyrównywano powołując pod broń ochotników z krajów okupowanych, wcielając do armii Volksdeutschów, czy też coraz młodsze roczniki Niemców. Pod koniec wojny dość liczna była np. grupa żołnierzy niemieckich służących w jednostkach regularnej armii, mających 15–16 lat. Jeszcze młodsi byli chłopcy z oddziałów pomocniczych, liczący często 13–14 lat, wykorzystywani do budowy umocnień polowych i bezpośrednio w walkach. Na wysokim poziomie pozostawał niemiecki sprzęt pancerny – w starciach jeden na jednego nie miał sobie równych. Problem w tym, że tego rodzaju „pojedynki” w zasadzie nie występowały. Niemieckie czołgi, działa samobieżne i niszczyciele czołgów, choć technicznie górowały nad radzieckimi, cierpiały na brak paliwa i musiały walczyć z nieprzyjacielem, którego przewaga ilościowa na polu walki była miażdżąca.
Na tle oddziałów Wehrmachtu jeszcze gorzej wyglądały jednostki Volkssturmu, rodzaj obrony terytorialnej, w których służyli ludzie niezdatni do służby wojskowej, teoretycznie poniżej 16. oraz powyżej 60. roku życia. Ich wyszkolenie i wyposażenie były jedynie podstawowe, w praktyce oddziały te nie mogły stawiać zorganizowanego, trwałego oporu, zwłaszcza doświadczonym oddziałom radzieckim.
Nadal silne pozostawały jednostki Waffen-SS, podległe Heinrichowi Himmlerowi, priorytetowe, jeśli chodzi o uzupełnienia i zaopatrzenie. W oddziałach tych służyło wielu ochotników cudzoziemskich. Również Himmlerowi podlegały oddziały tzw. Armii Ludowej (Volkswehr), wyłączonej ze struktury dowodzenia Wehrmachtu, z kadrą dowódczą wywodzącą się z oficjeli partyjnych i SS.
Choć w powietrzu Luftwaffe nie miała już możliwości skutecznego zwalczania wroga (m.in. brakowało jej wyszkolonych pilotów) – nadal silne były oddziały lądowe tej formacji: od spadochroniarzy, poprzez jednostki obrony przeciwlotniczej, do
dywizji lądowych Luftwaffe, które pomimo swej przynależności były w gruncie rzeczy normalnymi oddziałami piechoty.
Ogółem siły niemieckie, które miały bronić Berlina, liczyły 767 tys. żołnierzy, 1500 czołgów, 2200 samolotów i 9300 dział i moździerzy. Przewaga Armii Czerwonej w artylerii była ponad czterokrotna. Przewaga w broni pancernej była jeszcze większa, ponieważ Niemcom brakowało paliwa, części zamiennych i amunicji. Sytuacja Luftwaffe była katastrofalna. Pomimo dobrego sprzętu, jaki jeszcze pozostawał do dyspozycji, brakowało wyszkolonych pilotów. Większość dywizji niemieckich była słaba i zdezorganizowana, brakowało także broni. Dywizje Volksstrumu i ochotników z Hitlerjugend miały minimalne lub żadne doświadczenie bojowe.

## Przebieg operacji

### Bitwa o wzgórza Seelow

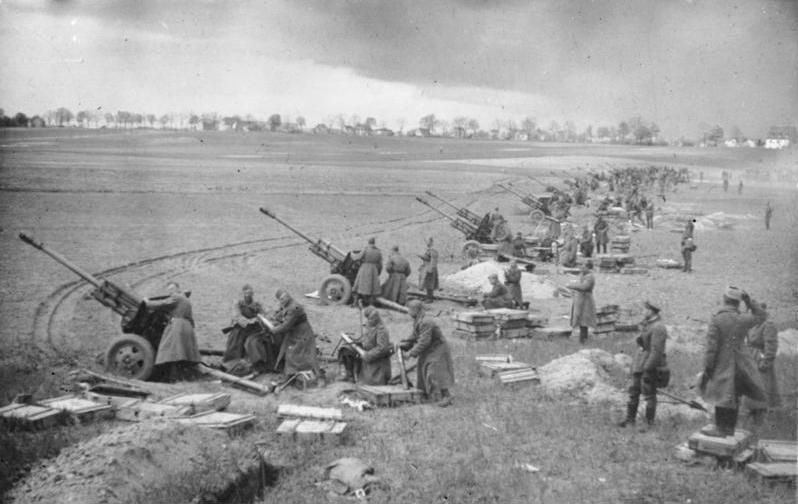
Radziecka artyleria ostrzeliwuje pozycje niemieckie podczas walk o wzgórza Seelow

Jeszcze przed świtem 16 kwietnia rozpoczęło się główne natarcie 1 Frontu Białoruskiego. Zostało poprzedzone 20-minutową nawałą artyleryjską 7–8 tys. ciężkich dział i nalotami 109 nocnych bombowców na niemieckie pozycje w rejonie wzgórz Seelow i na ich zapleczu. Zaraz potem włączono 143 potężne reflektory przeciwlotnicze (pomysł marsz. Żukowa) skierowane na pozycje niemieckie, co miało oślepić żołnierzy wroga. Punktem wyjściowym szturmu był zdobyty jeszcze w marcu przyczółek w rejonie Kostrzyna na zachodnim brzegu Odry, długi na ok. 50 km i szeroki na 15 km. Miała z niego nacierać doborowa 8 Gwardyjska Armia gen. Wasilija Czujkowa, wsławiona tak jak i jej dowódca jeszcze pod Stalingradem. Oprócz 8 Gwardyjskiej Armii natarcie na wzgórza Seelow miały także wykonać 3 i 5 Armia Uderzeniowa oraz 69 Armia gen. Władimira Kołpakcziego.
Uderzenie artyleryjskie, które w zamyśle Żukowa miało sparaliżować niemiecką obronę, nie trafiło w główne pozycje obronne wojsk niemieckich. Gen. Gotthard Heinrici, mający w Wehrmachcie opinię jednego z najlepszych specjalistów od walk obronnych i mający doświadczenie z działań na froncie wschodnim, rozkazał niemieckim oddziałom wycofać się na drugą linię obrony. Dzięki temu zarówno piechota, jak i artyleria nie poniosły większych strat i były gotowe do powstrzymania nacierających oddziałów Armii Czerwonej. Początkowo atak oddziałów gen. Czujkowa przebiegał zgodnie z planem, a nadchodzące meldunki informowały o osiągniętych celach.
Kiedy żołnierze Czujkowa zaczęli wychodzić na przedpola niemieckiej obrony wzgórz Seelow, ich natarcie utknęło w ogniu dobrze operujących niemieckich dział i broni maszynowej. Do wsparcia 3 Armii Uderzeniowej gen. Wasilija Kuzniecowa skierowano 9 Korpus Pancerny, jednak tempo natarcia było i tak bardzo powolne. Czołgi i działa pancerne grzęzły w podmokłym terenie i łatwo padały łupem artylerii przeciwpancernej wroga. Nie pomógł pomysł wykorzystania reflektorów przeciwlotniczych. Marsz. Żukow na wieść o zatrzymaniu natarcia postanowił zmienić taktykę. Bombowce miały skupić się na pozycjach niemieckich dział, a własna artyleria (Żukow dysponował łącznie 15–20 tys. armat polowych i haubic) miała ostrzelać wzgórza Seelow. Ponadto zdecydował, by skierować do walki swoje dwie armie pancerne, chociaż początkowo miały one wejść do akcji dopiero w dalszej fazie natarcia. 1 Gwardyjska Armia Pancerna gen. Michaiła Katukowa miała wspierać 8 Gwardyjską Armię, a 2 Gwardyjska Armia Pancerna gen. Siemiona Bogdanowa – 5 Armię Uderzeniową gen. Nikołaja Bierzarina. Skoncentrowanie tak dużych sił na stosunkowo niewielkim obszarze prowadziło do ogromnego zamieszania, co początkowo jeszcze bardziej pogorszyło sytuację. Następnego dnia wojska niemieckie, które broniły wzgórz otrzymały rezerwy Grupy Armii „Wisła” i próbowały kontratakować.
Dopiero podczas odpierania tego kontrataku wojskom Armii Czerwonej udało się wedrzeć w głąb linii niemieckich. Druga linia obronna została ostatecznie przerwana do końca 17 kwietnia.
W tym samym czasie (tj. po południu 17 kwietnia) skrzydła 1 Frontu Białoruskiego rozpoczęły forsowanie Odry. Na prawym skrzydle nacierały 1 Armia Wojska Polskiego i 61 Armia, zaś na lewym skrzydle 33 i 69 Armia. Zdołały się one posunąć o zaledwie kilka kilometrów. 18 kwietnia front nadal kontynuował atak, posuwając się 2–6 km i dochodząc do trzeciej linii obrony. Opór niemiecki był bardzo twardy. Jednakże atak, kontynuowany dzień i noc, zaczął przynosić efekty. Wojska LVI Korpusu Pancernego gen. Weidlinga, który wziął na siebie główny impet radzieckiego ataku, bez skutku oczekiwały na dotarcie obiecanych posiłków: 11 Dywizji Grenadierów Pancernych SS „Nordland” i niedawno sformowanej 18 Dywizji Grenadierów Pancernych. Ich przybycie pozwoliłoby przeprowadzić kontrataki mogące powstrzymać czołgi Żukowa. Wieczorem 19 kwietnia przerwano trzecią linię obrony, siły niemieckie broniące wzgórz Seelow zostały rozbite, a wzgórza zdobyte przez wojska Żukowa. Oddziały 1 Frontu Białoruskiego przesunęły się na zachód o 11–13 km.

### Natarcie 1 Frontu Ukraińskiego

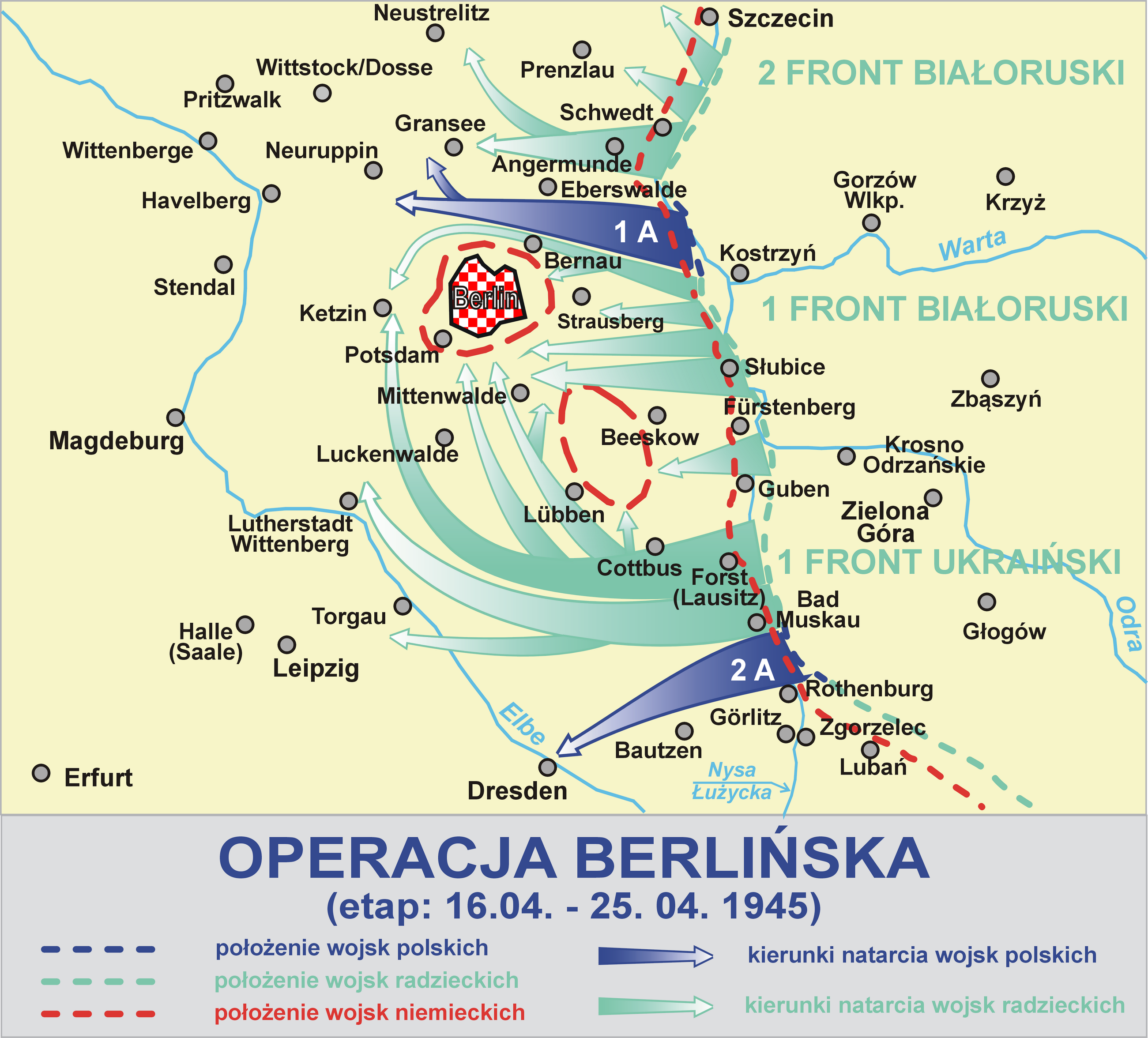

W tym samym czasie rozwijało się natarcie wojsk marsz. Koniewa, rozlokowanych na południe od frontu dowodzonego przez marsz. Żukowa. Rozpoczęło się również 16 kwietnia, o godz. 4:55 rano, po 40-minutowym ostrzale artyleryjskim pozycji niemieckich rozlokowanych na zachodnimi brzegu Nysy Łużyckiej. Dodatkowo atakowane były one z powietrza przez radzieckie bombowce i samoloty szturmowe. Chociaż wojska 1 Frontu Ukraińskiego miały nacierać na froncie długości ok. 90 km, marsz. Koniew rozkazał postawić osłonę dymną na rzece na długości czterokrotnie większej, tak aby zdezorientować Niemców. Choć wschodni brzeg Nysy Łużyckiej był płaski, zachodni wznosił się stromo nad rzeką, stanowiąc dogodną pozycję obronną. Niemcy zawczasu rozmieścili na tym brzegu liczne bunkry i umocnione punkty oporu. Aby osiągnąć powodzenie, wojska marsz. Koniewa powinny zdecydowanym atakiem zdobyć przyczółki, na których saperzy pod ogniem wroga musieli zbudować liczne mosty do przerzucenia na drugi brzeg oddziałów pancernych mających zapewnić przełamanie pozycji niemieckich. Atak przeprowadzono w ponad 150 miejscach i od razu szykowano je na przeprawy. Saperzy obiecywali przygotować mosty pontonowe lub przeprawy promowe w czasie od 1 do 3 godzin.
Po sforsowaniu Nysy siły 13 Armii oraz 3 i 5 Gwardyjskiej Armii rozpoczęły atak na pierwszą linię obrony. Niemcy zdecydowali się wtedy na wysłanie trzech dywizji pancernych i jednej brygady niszczycieli czołgów.
Oddziały te nie były jednak w stanie powstrzymać wojsk radzieckich po tym, jak dowództwo rzuciło do boju 4 Gwardyjski Korpus Pancerny i 25 Korpus Pancerny oraz części 3 i 4 Gwardyjskiej Armii Pancernej. Wojska marsz. Koniewa osiągnęły pierwszego dnia uderzenia dużo większe sukcesy niż konkurujące z nimi dywizje marsz. Żukowa. Opanowanie przyczółków na zachodnim brzegu Nysy, na odcinku od Forst do Muskau, pozwoliło na przeprawienie oddziałów pierwszego rzutu strategicznego, które zaraz przeszły do natarcia. Już do końca tego dnia wojska 1 Frontu Ukraińskiego przełamały pierwszy pas niemieckiej obrony na szerokości 26 km i głębokości 13 km, a w niektórych miejscach nawet podeszły do przedniego skraju drugiej linii obrony, utworzonego na linii Chociebuż (Cottbus) – Weisswasser – Niesky.
17 kwietnia do boju wysłano w całości obie armie pancerne, które odrzuciły przeciwnika o 15–20 km, przełamując drugą linię obrony. Niemcy zostali wtedy zmuszeni do wycofania się za Sprewę. Wojska Koniewa podeszły do Sprewy – wzdłuż jej zachodniego brzegu przebiegała trzecia linia obrony nieprzyjaciela. Następnego dnia 13 Armia oraz 3 i 4 Gwardyjska Armia Pancerna szykowały się do uchwycenia przyczółków na drugim brzegu rzeki. Wojska 13 Armii gen. Nikołaja Puchowa sforsowały Sprewę i zaczęły się umacniać na jej zachodnim brzegu. Na ten przyczółek przerzucono siły obu wspomnianych armii pancernych, które następnie przerwały trzecią linię obrony na szerokości 10 km i zatrzymały się pod Sprembergiem, rozwijając także atak na kierunku północno-zachodnim. W tym samym czasie 5 Gwardyjska Armia, 4 Gwardyjski Korpus Pancerny i 6 Gwardyjski Korpus Zmechanizowany (6 Gwardyjski wchodził w skład 4 Gwardyjskiej Armii Pancernej) przekroczyły Sprewę na południe od Sprembergu. Dzięki przełamaniu niemieckiej obrony na Sprewie 1 Front Ukraiński mógł szybko podejść do Berlina od południa i zachodu. Po rozmowie telefonicznej ze Stalinem marsz. Koniew otrzymał zgodę na atakowanie siłami dwóch armii pancernych w kierunku Zossen, leżącego niecałe 30 km na południe od Berlina. 5 Gwardyjska Armia gen. Aleksieja Żadowa miała uderzać w kierunku Torgau, leżącego nad Łabą.
9 Armia gen. Bussego utrzymała swoje pozycje, ale jej lewa flanka nie wytrzymała ciągłego naporu wroga przy braku uzupełnień dla własnych oddziałów. 19 kwietnia została ona rozcięta na trzy izolowane od siebie części: zgrupowania północne (CI Korpus Armijny), środkowe (LVI Korpus Pancerny) i południowe (XI Korpus Pancerny SS, V Korpus Górski SS i V Korpus Armijny z 4 Armii Pancernej – ten ostatni znalazł się w składzie 9 Armii po tym, jak został odcięty od swojej macierzystej Grupy Armii „Środek” przez wojska 1 Frontu Ukraińskiego).
Położenie Niemców pogarszało się z dnia na dzień. Coraz dotkliwsze były braki amunicji, niedobory paliwa nie pozwalały na pełne wykorzystanie i tak nielicznych jednostek pancernych. Niedostateczna liczba środków transportowych (do których także brakowało paliwa) i zatłoczenie dróg masami uchodźców uniemożliwiały swobodne przemieszczanie dużych jednostek. Niezbędne z uwagi na rozwój sytuacji zmiany pozycji zmuszały Niemców do porzucania części sprzętu bojowego, w tym tak ważnej w walkach obronnych artylerii. Coraz gorzej działała łączność, co jeszcze bardziej powiększało chaos. Jedynie na północnym odcinku obrony Grupy Armii „Wisła”, bronionym przez 3 Armię Pancerną gen. Hassa von Manteuffla, jednego z najlepszych niemieckich dowódców broni pancernej, panował względny spokój. Jednak Niemcy w każdej chwili spodziewali się natarcia wojsk 2 Frontu Białoruskiego marsz. Konstantyna Rokossowskiego.
W pierwszych dniach ofensywy Armii Czerwonej niemieckie dowództwo najwięcej uwagi poświęcało sytuacji na południowej flance frontu. Przygotowano plan kontruderzenia, które – wykonane siłami V Korpusu Armijnego ze składu 9 Armii, nacierającego na południe, i siłami Grupy Armii „Środek”, nacierającymi ku północy – miało w rejonie Chociebuża i Sprembergu doprowadzić do zlikwidowania włamania w niemiecką linię obrony, a przy tym zniszczenia wojsk 1 Frontu Ukraińskiego. Jednak wyczerpanie sił 9 Armii ciężkimi walkami nad Odrą czyniło ten zamiar nierealnym. Po tym rysowała się realna groźba okrążenia oddziałów gen. Bussego. W tej sytuacji pozwolono mu wycofać się na zachód.

### Dalsze natarcie 1 Frontu Białoruskiego i 1 Frontu Ukraińskiego w kierunku Berlina
Tymczasem wojska marsz. Żukowa po pokonaniu niemieckiej obrony na wzgórzach Seelow nie miały już przed Berlinem żadnej poważnej przeszkody. 20 kwietnia 47 Armia i 3 Armia Uderzeniowa z 1 Frontu Białoruskiego wdarły się w zewnętrzny obszar obrony Berlina i rozpoczęły manewr oskrzydlania miasta od północnego zachodu, a także ostrzał artyleryjski centrum Berlina. W tym czasie oddziały marsz. Koniewa zbliżały się do granic stolicy III Rzeszy od południa. W rejonie Frankfurtu nad Odrą i Gubina siły frontu Koniewa częściowo okrążyły główne siły niemieckich 9 Armii i 4 Armii Pancernej. Już 19 kwietnia radzieckie kolumny pancerne dotarły do rejonu Lübbenau – Luckau. W tym samym czasie wojska radzieckie powstrzymały niemieckie próby przeprowadzenia kontrataku z rejonu Chociebuża i Sprembergu, a oddziały znajdujące się w rejonie tych miast zostały otoczone i zniszczone w dniach 21 i 22 kwietnia. Armie pancerne 1 Frontu Ukraińskiego nacierające na Berlin były osłaniane przez 3 i 5 Gwardyjską Armię, dzięki czemu czołgi tych armii przebyły 20 kwietnia 45–60 km, zaś 13 Armia 30 km. Szybkie natarcie jednostek 1 Frontu Ukraińskiego spowodowało, że Grupa Armii „Wisła” została odcięta od Grupy Armii „Środek”, co sparaliżowało obronę na tym odcinku. Dowódca Grupy Armii „Wisła” gen. Heinrici z trudem próbował odtworzyć zwarty front obrony przedpola Berlina, a przynajmniej przywrócić jako taki porządek w swoich rozbitych i zdezorganizowanych jednostkach. Nowa linia obrony miasta miała przebiegać wzdłuż autostrady Berliner Ring i brzegu Haweli pomiędzy Oranienburgiem i Spandau. Jej odtworzenie zależało jednak od dosłania nowych jednostek, o co zwracał się do Naczelnego Dowództwa Wojsk Lądowych gen. Heinrici.
20 kwietnia 1945 Hitler obchodził swoje 56. urodziny. Tego samego dnia nalotu na Berlin dokonało 299 latających fortec Boeing B-17. Podczas ostatniego spotkania z kierownictwem reżimu Hitler oznajmił, że zdecydował się pozostać w stolicy, która będzie kontynuowała obronę w okrążeniu. W tej sytuacji wzmożono przygotowywania do walki w mieście. Było to całkowicie sprzeczne z zamiarami gen. Heinriciego prowadzenia działań poza miastem. Zdawał on sobie sprawę z tego, jak wielkie straty wśród ludności cywilnej przyniosą takie walki i jak trudno jest prowadzić je z użyciem artylerii, która w warunkach gęstej zabudowy nie ma odpowiedniego pola ostrzału. Jego celem było prowadzenie walk obronnych w Meklemburgii, na północny zachód od Berlina, który powinien zostać niebroniony.
Wycofującym się na zachód rozbitym oddziałom pozwoliłyby one uzyskać na czasie, aby uchronić je przed niewolą radziecką. Ze względu na liczne lasy, rzeki i jeziora utrudniające działania dużych formacji pancernych, jakimi Sowieci dysponowali, warunki terenowe tej krainy były bardzo dogodne do prowadzenia długotrwałych walk opóźniających. Hitler nie zgodził się na taki wariant. Polecił utworzyć ciągły front obrony, którego istotnym elementem było same miasto. Zadanie obsadzenia go przypadło w udziale tworzącej się grupie SS Obergruppenführera Felixa Steinera, a także LVI Korpusowi Pancernemu gen. Weidlinga, wykrwawionemu w walkach o wzgórza Seelow i toczącemu ciągłe walki odwrotowe w rejonie Münchebergu i Fürstenwalde na wschód od stolicy III Rzeszy.
21 kwietnia Steiner otrzymał rozkaz przeprowadzenia kontruderzenia z rejonu Oranienburga na południe, mającego na celu powstrzymanie oskrzydlających działań wojsk 1 Frontu Białoruskiego, wśród których była też 1 Armia Wojska Polskiego gen. Stanisława Popławskiego. Korpus gen. Weidlinga powinien zaś oderwać się od nieprzyjaciela, zmienić kierunek odwrotu i obsadzić wschodnie przedmieścia Berlina, nawiązując przy tym kontakt z oddziałami Steinera i lewym skrzydłem 9 Armii gen. Bussego. W ten sposób odtworzono by ciągły front obrony. W panujących warunkach plan ten był jednak całkowicie niewykonalny. Hitler, który wciąż chciał mieć decydujący wpływ na przebieg prowadzonych działań wojskowych, widział na mapach operacyjnych nazwy dywizji i korpusów, które brał za pełnowartościowe jednostki, podczas gdy często były one rozbite, walczyły ostatkiem sił, były niemal całkowicie pozbawione ciężkiego sprzętu – z powodu braku paliwa, środków transportowych lub nawet amunicji. Mimo sprzeciwu części generałów, zwracających uwagę na nierealność jego zamierzeń, postawił na swoim.
21 kwietnia 2 Gwardyjska Armia Pancerna na północny wschód od miasta przecięła autostradę Berliner Ring. Wieczorem tego samego dnia 2 Gwardyjska Armia Pancerna razem z 3 i 5 Armią Uderzeniową przerwały zewnętrzny pierścień obrony, osiągając północno-wschodnie przedmieścia miasta. Także 8 Gwardyjska Armia i 1 Gwardyjska Armia Pancerna podchodziły do miasta z kierunku Rüdersdorf – Erkner, mając za zadanie obejście Berlina od południa i południowego wschodu. Jednocześnie 3 Gwardyjska Armia Pancerna gen. Pawła Rybałki osiągnęła miejscowość Königs Wusterhausen, przez co obręcz wokół 9 Armii została zamknięta.
Następnego dnia (tj. 22 kwietnia) Hitler utrzymał w mocy plan wobec zgrupowania Steinera, zmieniając jedynie zadania wyznaczone 9 Armii. Zwolnił ją z obowiązku wykonania uderzenia wychodzącego naprzeciw działaniom mających nacierać z południa oddziałów Grupy Armii „Środek”. Jej głównym celem było teraz wydostanie się z okrążenia w rejonie Wendisch i Buchholz, w czym miała jej pomóc 12 Armia gen. Walthera Wencka, dotąd broniąca dostępu do środkowych Niemiec aliantom zachodnim. Teraz oddziały gen. Wencka miały nacierać na wschód w kierunku Luckenwalde.
Steiner nie otrzymał posiłków, na które liczył, a liczne improwizowane jednostki – znaczna część jego grupy – stanowiły zbyt słabą siłę, aby mógł zrealizować powierzone mu zadania. W dodatku jednocześnie był zmuszony prowadzić walki obronne w Oranienburgu i nad kanałem Ruppiner. Rano 22 kwietnia 9 Gwardyjski Korpus Pancerny 2 Gwardyjskiej Armii Pancernej sforsował Hawelę na północno-zachodnich przedmieściach, a inne jednostki Żukowa osiągnęły most w Hennigsdorfie. Polska 1 Armia w nocy 22 kwietnia rozpoczęła walki o Oranienburg. Tego samego dnia 8 Gwardyjska Armia i 1 Gwardyjska Armia Pancerna osiągnęły przedmieścia Berlina: Dahlwitz, Schöneiche, Fichtenau i Rahnsdorf. Jednocześnie wojska marsz. Koniewa nacierające od południa, korzystając z otwartego terenu, maszerowały szybko naprzód, napotykając jedynie słaby opór pojedynczych oddziałów niemieckich. 3 Gwardyjska Armia Pancerna frontu Koniewa po osiągnięciu kanału Notte w pobliżu Zossen posuwała się szerokim frontem w kierunku Berlina, a jej czołówki do wieczora osiągnęły linię kanału Teltow. Następnie, wspierana przez 10 Korpus Strzelecki, 25 Dywizję Artylerii Przełamania, 23 Dywizję Artylerii Przeciwlotniczej, dwie dywizje piechoty i 2 Korpus Lotnictwa Myśliwskiego 2 Armii Lotniczej, rozpoczęła szturm berlińskich umocnień. Pod koniec tego dnia 4 Gwardyjska Armia Pancerna gen. Dmitrija Leluszenko dotarła do rubieży Sarmund – Beelitz i także przystąpiła do szturmu Berlina. W międzyczasie 1 Front Białoruski rzucił do walki 3 Armię gen. Aleksandra Gorbatowa i 2 Gwardyjski Korpus Kawalerii, aby odciąć 9 Armię od Berlina. Jednocześnie rozkazano 47 Armii i 9 Gwardyjskiemu Korpusowi Pancernemu do 25 kwietnia zamknąć pierścień okrążenia wokół Berlina od zachodu. Wieczorem 22 kwietnia do zamknięcia okrążenia Berlina brakowało jeszcze 12 km między 8 Gwardyjską Armią i 3 Gwardyjską Armią Pancerną oraz 40 km między 2 Gwardyjską Armią Pancerną a 4 Gwardyjską Armią Pancerną.
Tymczasem w stolicy III Rzeszy Joseph Goebbels, który od 1944 roku był również komisarzem obrony Berlina, niezadowolony ze stanu przygotowań do walki, odwołał gen. Hellmutha Reymanna z funkcji dowódcy obrony miasta i skierował go na mniej odpowiedzialne stanowisko dowódcy garnizonu Poczdamu. Jego miejsce zajął 23 kwietnia, ku swemu zaskoczeniu (dzień wcześniej dowiedział się, że został skazany na śmierć przez Hitlera za wycofanie się bez rozkazu), gen. Weidling, dowódca LVI Korpusu Pancernego, którego zdziesiątkowane oddziały 23 kwietnia po przekroczeniu Sprewy zajęły pozycje obronne w Rudow, wschodnim przedmieściu Berlina. Tego dnia do miasta dotarły też nieliczne posiłki. Często były to improwizowane jednostki w rodzaju batalionu morskiego „Grossadmiral Dönitz”, składającego się z personelu Kriegsmarine, posiadającego nikłe doświadczenie w walkach lądowych.
Chociaż pierwsze pociski artyleryjskie spadły na Berlin już 20 kwietnia, bezpośrednie walki o miasto zaczęły się trzy dni później, kiedy oddziały z 3 Armii Uderzeniowej, 2 Gwardyjskiej Armii Pancernej, 47 Armii i 5 Armii Uderzeniowej w różnych miejscach osiągnęły przedmieścia Berlina. Już wcześniej miasto podzielono na osiem sektorów obrony, który oznaczono literami od A do H, i jeden sektor centralny „Zitadelle” – obejmujący najważniejsze budynki instytucji państwowych i politycznych. Wewnętrzny pierścień obrony utworzono wzdłuż obwodowej linii kolei miejskiej S-Bahn. Za nim znajdował się jeszcze jeden pas obrony, utworzony w oparciu o naturalne przeszkody wodne: Kanał Landwehry na południu i linie Sprewy na północy. Gen. Weidling szybko się zorientował, jak niewielkimi środkami i możliwościami obrony dysponuje. Miasto nie zostało przygotowane do roli, jaką już w lutym 1945 roku wyznaczył mu Hitler, określając je mianem twierdzy. Jedynymi silnymi punktami umocnionymi były trzy Flaktürme – potężne betonowe wieże artylerii przeciwlotniczej: ZOO Flaktürm, Humboldthain i Friedrichshain, wyposażone w działa przeciwlotnicze kalibru 128 mm. Główną siłę nowego komendanta obrony Berlina stanowił jego własny LVI Korpus Pancerny. Z pięciu dywizji, które formalnie wchodziły w jego skład, jedynie 11 Dywizja Grenadierów Pancernych SS „Nordland” i 18 Dywizja Grenadierów Pancernych dysponowały większą siłą, a to dlatego, że nie zdążyły wziąć pełnego udziału w ciężkich walkach o wzgórza Seelow. Łącznie gen. Weidling miał do dyspozycji 45 tys. żołnierzy Wehrmachtu i SS i prawie drugie tyle żołnierzy Volkssturmu o niskiej wartości bojowej. 24 kwietnia dołączyła do nich ponad 300-osobowa grupa ochotników z 33 Dywizji Grenadierów Pancernych SS „Charlemange”. Była to znajdująca się wciąż w fazie formowania jednostka składająca się z francuskich faszystów i pracowników Organizacji Todt tej samej narodowości.

### Okrążenie Berlina
23 kwietnia oddziały 8 Gwardyjskiej Armii opanowały kompleks przemysłowy Oberschöneweide i były gotowe do forsowania Sprewy w rejonie Johannisthal. 29 Gwardyjski Korpus Strzelecki tej armii zdobył most na rzece w Adlershof, a także rejon Köpenick i mosty położone w tej dzielnicy na rzekach Sprewa i Dahme. Na południu 4 Gwardyjska Armia Pancerna 1 Frontu Ukraińskiego nacierała na Poczdam i bezskutecznie próbowała przekroczyć Hawelę. Tymczasem 5 Gwardyjska Armia i 13 Armia zbliżały się do Łaby, pierwsza z nich w rejonie Torgau, a druga Wittenbergi.

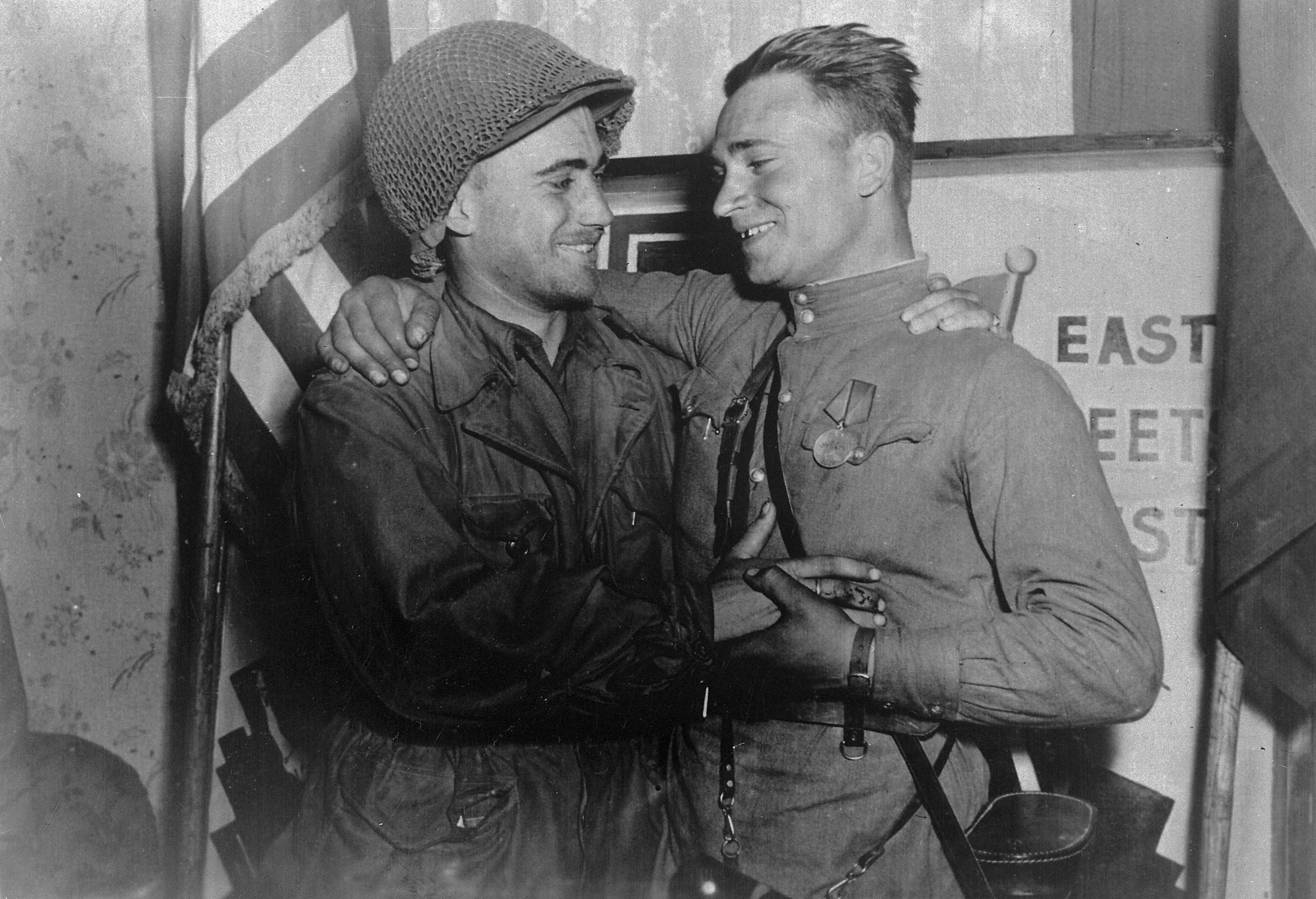
Podporucznik William Robertson z US Army oraz porucznik Aleksander Sylwaszko z Armii Czerwonej stojący naprzeciw napisu East Meets West, podczas spotkania wojsk amerykańskich i radzieckich w pobliżu Torgau, 27 kwietnia 1945 roku

Należąca do 1 Frontu Ukraińskiego 3 Gwardyjska Armia Pancerna gen. Rybałki osiągnęła do tej pory Mariendorf nad kanałem Teltow. Jednak jego sforsowanie nie było łatwe. Wysokie betonowe brzegi kanału i umocnione magazyny po jego północnej stronie stanowiły poważną przeszkodę dla pancernych oddziałów gen. Rybałki. Dotąd obsadzały je słabe bataliony Volkssturmu, teraz jednak wsparły je pododdziały 18 i 20 Dywizji Grenaderiów Pancernych. W dodatku opóźniało się wsparcie ciężkiej artylerii, która utknęła z powodu zatorów spowodowanych przez masowe transporty z zaopatrzeniem dla walczących oddziałów Armii Czerwonej. Do wieczora na pozycjach znalazła się piechota 28 Armii gen. Aleksandra Łuczinskiego, a także 3 tys. dział i moździerzy, które następnego dnia miały rozpocząć ostrzał zaledwie 5-kilometrowego odcinka. Przygotowano jeszcze większą koncentrację ognia artyleryjskiego niż przy forsowaniu Odry i Nysy Łużyckiej.
Rankiem 24 kwietnia rozpoczął się silny ostrzał artyleryjski, który poprzedził desant piechoty na łodziach i pontonach. Uchwycono przyczółek, na którym w ciągu kilku godzin saperzy wybudowali mosty potrzebne do przeprawienia czołgów. Po południu maszyny ruszyły na drugi brzeg kanału. Próbowały je powstrzymać 22 czołgi (2 PzKpfw VI Tiger i 20 PzKpfw IV), jakie pozostały gen. Weidlingowi w jego dywizjach grenadierów pancernych. Seria kontrataków przeciwko 5 Armii Uderzeniowej nie przyniosła jednak efektu, przewaga oddziałów marsz. Koniewa była zbyt duża. Niemcy zostali odparci, a ich przeciwnicy do końca dnia zajęli park Teltow i dotarli do obwodowej linii kolei miejskiej S-Bahn.
Tego dnia nacierające na południe od Berlina jednostki 4 Gwardyjskiej Armii Pancernej dotarły do przedmieść Poczdamu i Brandenburga. Na południowym zachodzie 13 Armia po osiągnięciu Wittenbergi i dojściu do Łaby podjęła walkę z XX Korpusem Armijnym ze składu 12 Armii gen. Waltera Wencka. Następnego dnia czołowe oddziały 47 Armii i 2 Gwardyjskiej Armii Pancernej z 1 Frontu Białoruskiego oraz 4 Gwardyjskiej Armii Pancernej z 1 Frontu Ukraińskiego nawiązały styczność w rejonie Ketzin na północny zachód od Poczdamu, dzięki czemu Berlin został okrążony. W rezultacie tego w kotle znalazła się większość wojsk niemieckich mających bronić stolicy III Rzeszy. Również 25 kwietnia w rejonie Torgau i nad samą Łabą doszło do spotkania 58 Gwardyjskiej Dywizji Strzeleckiej 5 Gwardyjskiej Armii z 1 Frontu Ukraińskiego z 69 Dywizją Piechoty amerykańskiej 1 Armii gen. Courtneya Hodgesa ze składu 12 Grupy Armii gen. Omara Bradleya. W ten sposób walczące oddziały niemieckie na dwóch frontach zostały podzielone na części północną i południową.
W tym czasie (tj. 25 kwietnia) wojska radzieckie walczące pod lub w Berlinie liczyły 463 995 żołnierzy, 11 861 dział i moździerzy, 2088 wyrzutni rakietowych i 1447 czołgów i dział samobieżnych. Jednostki, które miały brać udział w bezpośrednich walkach o miasto składały się z 47 Armii, 3 i 5 Armii Uderzeniowej, 8 Gwardyjskiej Armii, 1 i 2 Gwardyjskiej Armii Pancernej 1 Frontu Białoruskiego oraz 3 i 4 Gwardyjskiej Armii Pancernej z częścią 28 Armii 1 Frontu Ukraińskiego. W późniejszym czasie dołączyła do nich także 1 Armia Wojska Polskiego. Radzieckie dowództwo planowało atakować silnymi jednostkami piechoty na wyznaczonych odcinkach, które miały być wspierane przez czołgi i działa samobieżne służące jako ruchoma artyleria. Zakładano zdobycie Berlina do 1 maja. Według wywiadu radzieckiego siły garnizonu berlińskiego liczyły 300 000 ludzi, 3000 dział i moździerzy oraz 250 czołgów i dział szturmowych. W rzeczywistości siły niemieckie liczyły tylko 41 000 ludzi, z tego 24 000 stanowili żołnierze Volkssturmu. Oddziały te były w stanie stawiać opór przez kilka dni.

### Walki w Berlinie
25 kwietnia 3 Armia Uderzeniowa w rejonie Plötzensee sforsowała Kanał Hohenzollernów, w ciężkich walkach zdobyła tamtejsze więzienie, ale nie była w stanie kontynuować ataku po tym, jak Niemcy wysadzili most Königsdamm. W tym czasie 47 Armia gen. Franca Pierchorowicza kontynuowała swoje natarcie na Spandau i lotnisko Gatow, w wyniku którego obrońcy tego pierwszego rejonu zostali odcięci od reszty sił niemieckich; natomiast 2 Gwardyjska Armia Pancerna z trudem radziła sobie z oczyszczaniem przemysłowego przedmieścia Berlina – Siemensstadt, ponieważ nie miała odpowiedniego wsparcia piechoty.

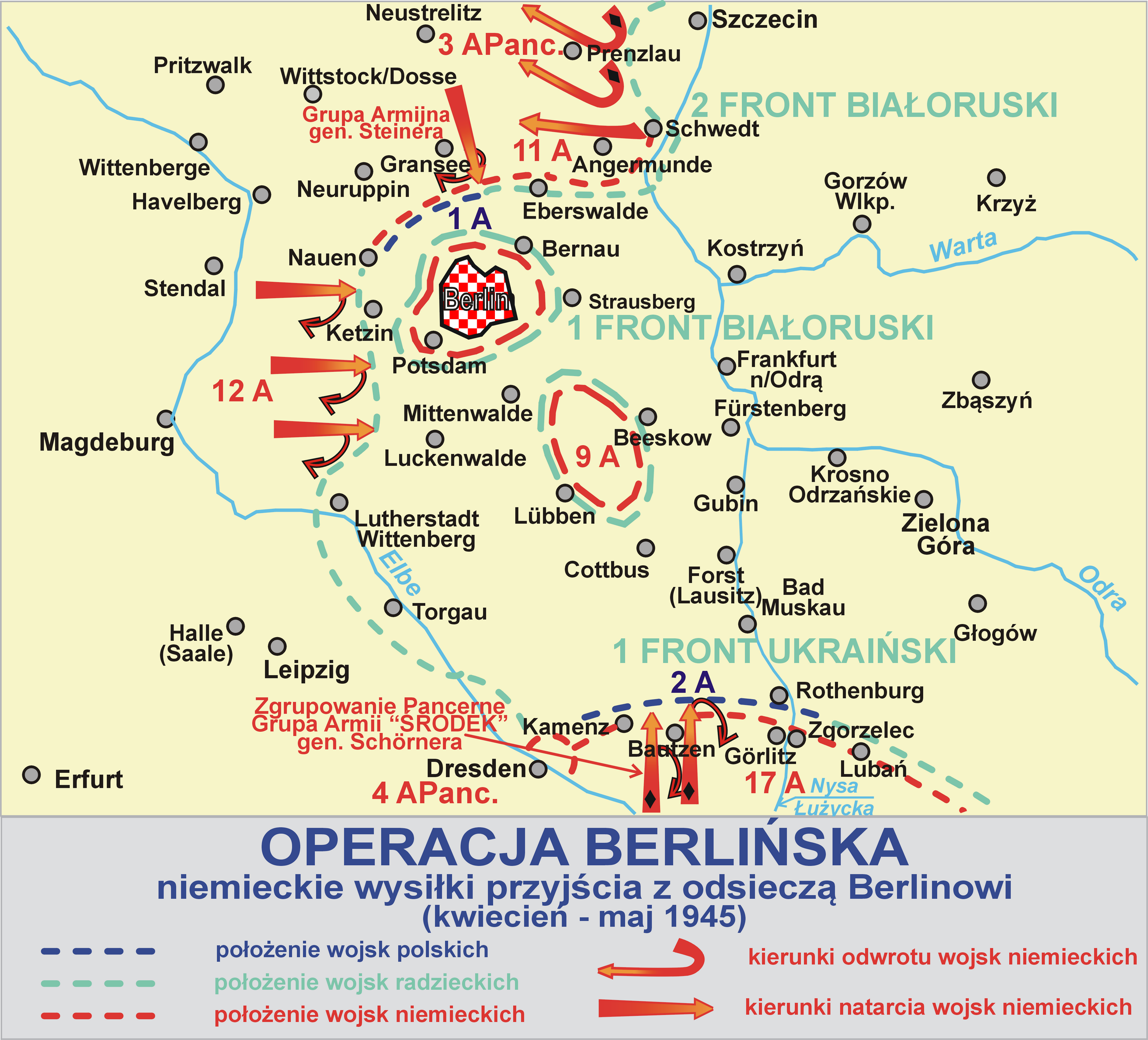

Sukcesy osiągnięte tego dnia pozwoliły 5 Armii Uderzeniowej prowadzić atak w kierunku centrum miasta. Zbliżyła się ona do silnie bronionego obiektu Friedrichshain Flaktürm, napotykając opór w rejonie Schlesischer Bahnhof. Równie silnie, przez strzelające na wprost ciężkie działa przeciwlotnicze, było bronione lotnisko Tempelhof, które znalazło się w pasie natarcia 8 Gwardyjskiej Armii. Obronę wspierały pojedyncze czołgi Dywizji Pancernej „Müncheberg”. Trwała ona aż do następnego dnia.
Gdy oddziały Armii Czerwonej zbliżały się do centrum Berlina i Reichstagu coraz częściej zdarzało się, że siły radzieckie ostrzeliwały czasami własne wojska. Spowodowane było to tym, że na bardzo niewielkim obszarze znajdowało się wiele jednostek radzieckich. Radzieckie samoloty miały olbrzymie trudności w odnalezieniu linii frontu, a także odróżnieniu swoich żołnierzy od żołnierzy niemieckich.
Po początkowych walkach miejskich, w których czerwonoarmiści ponieśli dość wysokie straty, dowództwo Armii Czerwonej zostało zmuszene do zmiany swojej taktyki walk ulicznych. Od tej pory na pancerzach czołgów zawsze dawano desant piechoty, którego zadaniem było likwidowanie stanowisk strzeleckich w oknach domów, snajperów i żołnierzy uzbrojonych w panzerfausty. Żeby chronić czołgi przed panzerfaustami kładziono na nie ramy znajdowanych łóżek. Ich sprężyny powodowały wybuch pocisku zanim trafił on pancerz. Silnie bronione budynki i stanowiska obronne na ulicach likwidowano haubicami i działami artyleryjskimi.
Podczas walk w budynkach oraz o poszczególne piętra czerwonoarmiści często stosowali karabiny maszynowe, granaty oraz miotacze ognia. Dzięki doświadczeniom gen. Czujkowa z ciężkich walk miejskich w Stalingradzie i Poznaniu żołnierze radzieccy mogli szybko likwidować stanowiska obronne i nacierać przez silnie broniony Berlin.
27 kwietnia padła obrona lotniska Gatow i okolic, dzięki czemu Armia Czerwona była w stanie oczyścić zachodni brzeg Haweli w tym rejonie.
W samym mieście tego dnia trwał napór 8 Gwardyjskiej Armii na 11 Dywizję Grenadierów Pancernych SS „Nordland”, co zmusiło ją do wycofania się na pozycje wzdłuż Kanału Landwehry.
Stanowił on ostatnią już większą naturalną przeszkodę przed umocnioną dzielnicą rządową. Do Kancelarii Rzeszy pozostały niecałe 2 km. W dzielnicy Moabit wojska radzieckie napotkały wyjątkowo twardą obronę.
Na północy 2 Gwardyjska Armia Pancerna kontynuowała oczyszczanie Siemensstadt, a 3 Armia Uderzeniowa zbliżała się do Tiergarten i dzielnicy Prenzlauer Berg. Na południowym zachodzie 3 Gwardyjska Armia Pancerna wkroczyła do dzielnic Charlottenburg i Grunewald. Następnego dnia (28 kwietnia), po opanowaniu Gatow, Armia Czerwona od północy rozpoczęła natarcie na Poczdam.
Jego silny, 20-tysięczny garnizon, korzystając z ataku 12 Armii gen. Wencka z zachodu, rozpoczął odwrót wzdłuż jezior okalających miasto od południa. Tego samego dnia 5 Armia Uderzeniowa wdała się w ciężkie walki wokół silnie umocnionego kompleksu Friedrichshain Flaktürm. W tym samym czasie jeden z jej korpusów dotarł na obrzeża Alexanderplatz, a inny pomimo zaciętej obrony zajął rejon Spittelmarkt, co oznaczało, że wojska radzieckie są już niecałe 1,5 km od Kancelarii Rzeszy. 29 kwietnia 3 Armia Uderzeniowa zanotowała nieznaczne postępy w walkach o silnie umocniony kompleks budynków dworca kolejowego Stettiner Bahnhof.

#### Walki o centrum

Zniszczony Reichstag po zdobyciu przez wojska radzieckie

Rankiem 29 kwietnia żołnierze ze 150 i 171 Dywizji Strzeleckiej 3 Armii Uderzeniowej sforsowali most Moltkego na Sprewie na północny zachód od Reichstagu. Początkowe natarcia na kompleks budynków Ministerstwa Spraw Wewnętrznych zostały powstrzymane z powodu braku artylerii. Dopiero po naprawieniu mostu można było podciągnąć artylerię. O świcie tego dnia 301 Dywizja Strzelecka 5 Armii Uderzeniowej rozpoczęła szturm kwatery gestapo na Prinz-Albrecht-Strasse i po ciężkich walkach zdobyła ją. Musiała jednak wycofać się z niej po kontrataku oddziałów Waffen-SS. Na zachód od Wilhelmstrasse siły 8 Gwardyjskiej Armii sforsowały kanał Landwehry i rozpoczęły natarcie w głąb Tiergarten. Na pytanie Hitlera o to, dokąd dotarły wojska nieprzyjaciela, Brigadeführer Wilhelm Mohnke, dowodzący obroną dzielnicy rządowej, zameldował, że na północy są już na moście Weidendammer, na wschodzie w Lustgarten i siedzibie Ministerstwa Lotnictwa, na południu na Potsdamer Strasse, a na zachodzie w Tiergarten, co oznaczało, że od jego stanowiska dowodzenia dzieli ich niecałe 400 m.

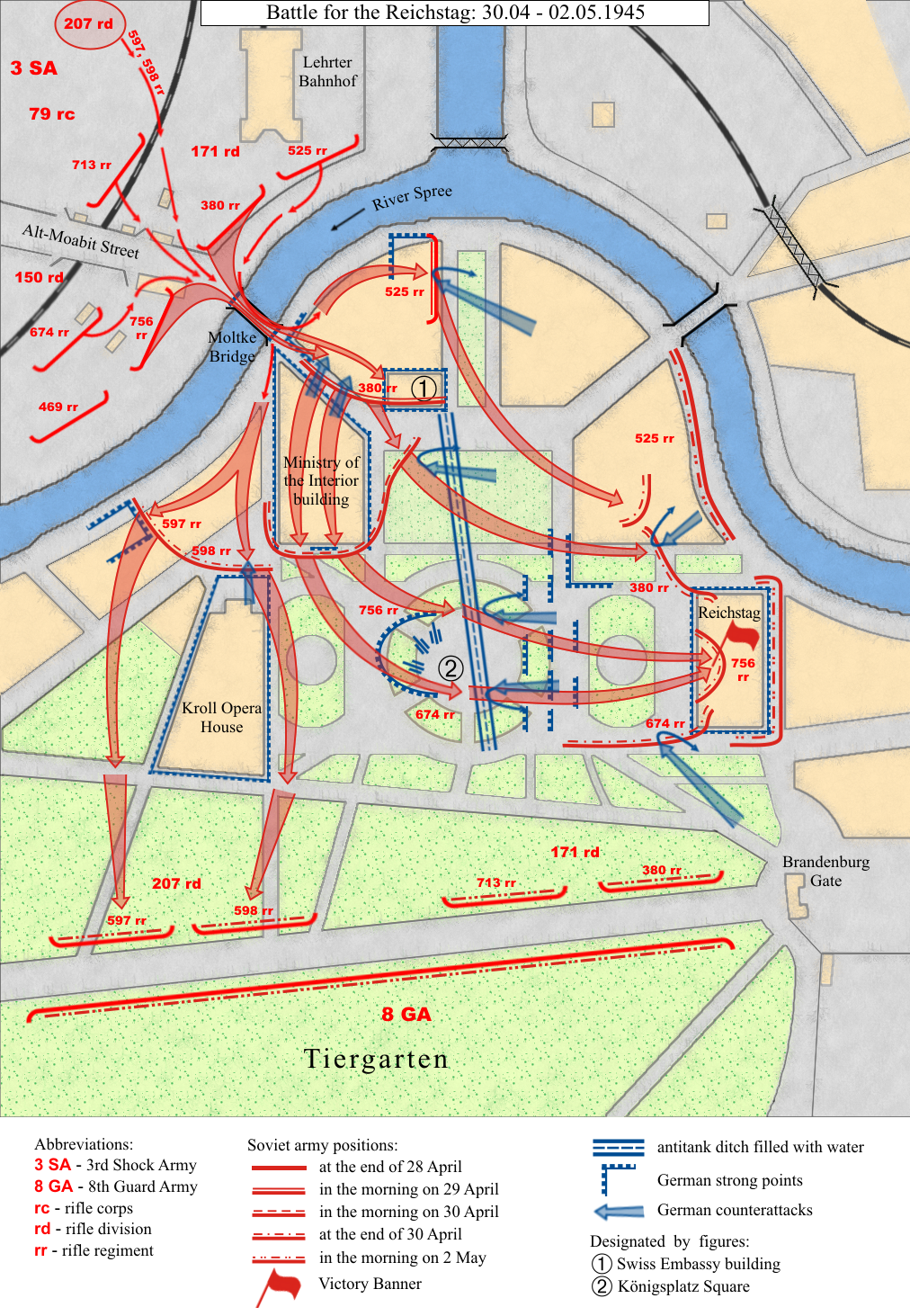
Mapa bitwy o Reichstag

Pierwsze natarcie na Reichstag Armia Czerwona przeprowadziła 30 kwietnia o 6:00 rano. Pomimo otrzymania posiłków załamało się ono pod silnym ogniem z budynku opery po zachodniej stronie Königsplatz i z samego Reichstagu. Mniej więcej o 11:00 oddziały 150 Dywizji Strzeleckiej gen. Wasilija Szatiłowa, wspierane przez ciężką artylerię i czołgi, dotarły do rowu przeciwpancernego wypełnionego wodą. O 13:00 przypuszczono kolejny atak, który został powstrzymany przez działa przeciwlotnicze ZOO Flaktürm, leżącego 2 km od Königsplatzu. Dopiero o 18:00 do natarcia na Reichstag ruszyły trzy pułki piechoty 150 Dywizji Strzeleckiej ze wsparciem czołgów.
Czerwonoarmiści wdarli się do holu gmachu i powoli przemieszczali się w górę Reichstagu. Walki w budynku były ciężkie i krwawe, toczone o każde piętro, a nawet pokoje. Siły niemieckie broniące budynku wycofały się na górę lub do piwnic. O 22:50 na dachu Reichstagu zawieszona została flaga ZSRR. Pomimo tego walki o budynek trwały całą noc. Z piwnic Niemcy bezustannie przeprowadzali kontrataki. Walki o Reichstag trwały przez cały 1 maja. Ostatecznie 2 maja niemieccy żołnierze broniący budynku skapitulowali. Tego dnia Jewgienij Chałdiej wykonał jedną z najbardziej znanych fotografii II wojny światowej przedstawiającą żołnierzy Armii Czerwonej zawieszających flagę Związku Radzieckiego na dachu Reichstagu. Zdjęcie było rekonstrukcją wydarzenia z 30 kwietnia, które nie zostało sfotografowane. Fotografia Chałdeja stała się symbolem pokonania III Rzeszy i zwycięstwa Armii Czerwonej w Wielkiej Wojnie Ojczyźnianej.
Rano 30 kwietnia gen. Mohnke w rozmowie z Hitlerem powiedział, że obrona miasta nie potrwa więcej niż dwa dni. Niedługo później Weidling, który też przybył do bunkra Hitlera, stwierdził, że kapitulacja nastąpi jeszcze tej nocy, z powodu braku amunicji. Hitler zgodził się na próbę wydostania się z miasta. Po południu Hitler i Eva Braun popełnili samobójstwo. Według testamentu Hitlera prezydentem Rzeszy w nowym rządzie niemieckim miał zostać adm. Karl Dönitz, a kanclerzem Joseph Goebbels. 1 maja o godz. 4:00 nad ranem niemiecka delegacja z gen. Hansem Krebsem na czele dotarła do kwatery gen. Czujkowa. Krebs poinformował Czujkowa o samobójstwie Hitlera i chęci rozpoczęcia negocjacji na temat poddania miasta. Warunkiem kapitulacji Berlina było uznanie rządu adm. Dönitza przez Związek Radziecki. Dowództwo Armii Czerwonej odrzuciło niemieckie propozycje i domagało się natychmiastowej bezwarunkowej kapitulacji.
Tego samego dnia po południu poddała się twierdza Spandau, stara forteca na wyspie u zbiegu Sprewy i Haweli. Zdobywanie masywnych, betonowych budynków ministerstw: sprawiedliwości, spraw zagranicznych, poczty, Kancelarii Rzeszy i paru innych, zajęło trochę czasu. W innych częściach miasta nadal broniły się pojedyncze punkty, zwykle umiejscowione w solidnych budynkach: Zeughaus (arsenał), Biblioteka Państwowa, Opera Państwowa, Bank Rzeszy, cała północna strona alei Unter den Linden, kwatera gestapo i RSHA na Prinz-Albrecht-Strasse. Po południu Goebbels i jego żona popełnili samobójstwo, co umożliwiło Weidlingowi rozpoczęcie rozmów o bezwarunkowej kapitulacji, ponieważ Goebbels nie chciał poddać miasta za wszelką cenę. Weidling chciał jednak poddać się dopiero o północy 1 maja, by umożliwić przeprowadzenie próby wyrwania się z miasta pod osłoną nocy, która miała się rozpocząć godzinę wcześniej.

#### Ucieczka i kapitulacja
W nocy z 1 na 2 maja resztki garnizonu berlińskiego próbowały wyrwać się z miasta w trzech różnych kierunkach. Jedynie tym, którzy przedzierali się na zachód od Tiergarten przez Charlottenbrücke (most na Haweli łączący Berlin ze Spandau) udało się przedrzeć przez linie radzieckie. Z grupy, która przedzierała się przez Charlottenbrücke, tylko nielicznym udało się dotrzeć do linii wojsk amerykańskich, reszta zginęła lub dostała się do niewoli w walce z oddziałami radzieckimi na zachód od Berlina.
2 maja oddziały 9 Korpusu Strzeleckiego 5 Armii Uderzeniowej zajęły budynek Kancelarii Rzeszy. We wczesnych godzinach 2 maja niemiecka delegacja z pułkownikiem von Dufvingiem na czele dotarła na most Potsdamer, w celu rozmów o kapitulacji. O 6:00 rano gen. Weidling poddał się ze swoim sztabem. W kwaterze Czujkowa wydał on rozkaz kapitulacji garnizonu miasta. Tego dnia skapitulowała też 350-osobowa załoga ZOO Flakturm. W odizolowanych budynkach żołnierze SS wciąż stawiali opór. Armia Czerwona likwidowała te budynki artylerią. Do końca dnia czerwonoarmiści wyłapywali niemieckich żołnierzy w najróżniejszych miejscach miasta.

### Walki poza Berlinem

#### Na północy
W tym samym czasie, kiedy oddziały 1 Frontu Białoruskiego i 1 Frontu Ukraińskiego nacierały na Berlin od wschodu i południa, powoli go okrążając, 20 kwietnia swoje działania na północ od Berlina rozpoczął 2 Front Białoruski marsz. Rokossowskiego. Rokossowski rozpoczął swoje natarcie dopiero 20 kwietnia, ponieważ większość oddziałów jego frontu musiała zostać przesunięta z rejonu Pomorza Wschodniego nad Odrę. W pasie natarcia 2 Frontu Białoruskiego Odra ma dwa koryta, co powodowało, że forsowanie rzeki było utrudnione, jednak już 18 i 19 kwietnia oddziały frontu przekroczyły Odrę Wschodnią, by stworzyć dobre warunki do przekroczenia Odry Zachodniej przez 49, 65 i 70 Armię. Wojska frontu stojące między Szczecinem a Schwedt powodowały, że Niemcy nie mogli przesunąć 3 Armii Pancernej broniącej tego rejonu na pomoc Berlinowi.
Już pierwszego dnia oddziały radzieckie zdołały uchwycić przyczółki na zachodnim brzegu Odry Zachodniej na południe od Szczecina, przeprawiając oddziały wszystkich trzech armii. 3 Armia Pancerna nie dawała za wygraną i wykonała liczne lokalne kontrataki. Jednak gen. Heinrici zdawał sobie sprawę z tego, że siły broniących się tam wojsk są na wyczerpaniu i jedynym wyjściem dla nich będzie przeprowadzenie odwrotu w celu poddania się aliantom zachodnim. Po kilku dniach zaciekłych walk pod koniec 25 kwietnia oddziały 2 Frontu Białoruskiego pokonały główny pas niemieckiej obrony, zdobywając przy tym Szczecin. Później część wojsk tego frontu skierowano na południe do Berlina, a część w stronę Łaby i Bałtyku. 30 kwietnia żołnierze 2 Frontu Białoruskiego wyzwolili obóz koncentracyjny w Ravensbrück. Do chwili kapitulacji III Rzeszy wojska frontu dotarły do rubieży Wismar – Schwerin – rzeka Elde. Zajęto także wyspy w ujściu Odry i Rugię. 9 maja wojska Armii Czerwonej wylądowały na Bornholmie.

#### Na południu

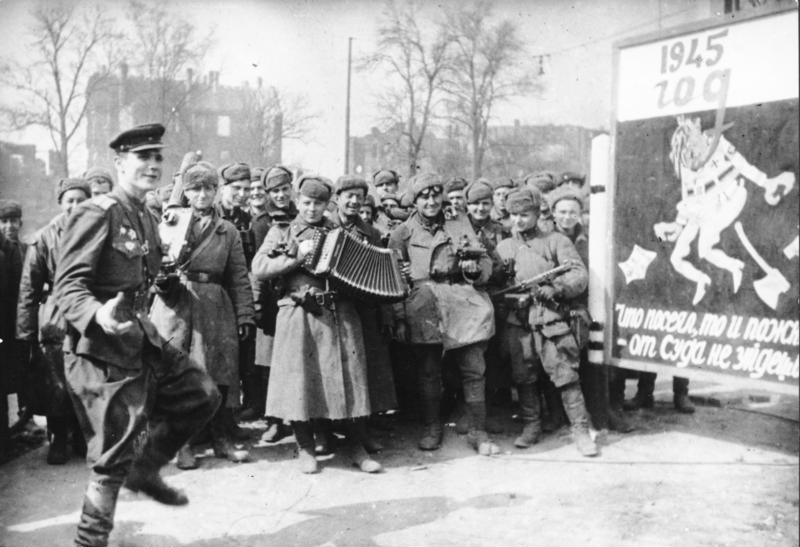
Żołnierze Armii Czerwonej świętujący zdobycie Berlina, maj 1945 roku

17 kwietnia, kiedy siły 1 Frontu Ukraińskiego wyparły wojska niemieckie za Sprewę, działające w kierunku Drezna 2 Armia Wojska Polskiego gen. Karola Świerczewskiego i 52 Armia gen. Konstantina Korotiejewa tego frontu zdołały przerwać obronę niemiecką na swoich odcinkach natarcia i w ciągu dwóch dni posunęły się o 20 km. Dzień później, aby powstrzymać nacierające na Berlin oddziały marsz. Koniewa, Niemcy przeprowadzili silny kontratak z rejonu Zgorzelec–Budziszyn. Oddziały niemieckie wdarły się na 20 km w głąb pozycji obu wspomnianych armii alianckich, które poniosły ciężkie straty w walce z Niemcami. Ostatecznie sytuację udało się opanować do 23 kwietnia dzięki interwencji 5 Gwardyjskiej Armii i 4 Gwardyjskiego Korpusu Pancernego.
W tym samym czasie, kiedy wojska 1 Frontu Białoruskiego nacierały na Berlin od północnego wschodu, wschodu i południowego wschodu, powoli go okrążając, 3 Gwardyjska Armia Pancerna 1 Frontu Ukraińskiego osiągnęła miejscowość Königs Wusterhausen 21 kwietnia, przez co obręcz wokół niemieckiej 9 Armii gen. Bussego broniącej się na południe od Berlina została zamknięta. Marsz. Koniew skierował wtedy 28 Armię do wzmocnienia okrążenia. Jednocześnie marsz. Żukow wysłał 69 Armię wraz z 3 Armią do wzmożenia nacisku na okrążonych Niemców z północy.
24 kwietnia w rejonie Bohnsdorf spotkały się oddziały 1 Frontu Białoruskiego (8 Gwardyjska Armia i 1 Gwardyjska Armia Pancerna) oraz 1 Frontu Ukraińskiego (3 Gwardyjska Armia Pancerna i 28 Armia), dzięki czemu Sowietom udało się definitywnie zamknąć w okrążeniu 9 Armię, odcinając ją od Berlina. W tym samym momencie lewe skrzydło 1 Frontu Ukraińskiego toczyło ciężkie walki z oddziałami Grupy Armii „Środek” w okolicach Budziszyna, które próbowały się przebijać na zachód po nieudanym kontrataku w tym rejonie kilka dni wcześniej.
Na podstawie rozkazu Hitlera z 22 kwietnia 12 Armia gen. Wencka miała ruszyć na pomoc 9 Armii okrążonej na południe od Berlina. Pierścień wojsk radzieckich, które powoli zbliżały się do siebie z południa i północy, mając na celu zamknięcie Berlina w okrążeniu, miał zostać przerwany przez jednoczesny atak 9 i 12 Armii. 12 Armia miała uderzyć na Poczdam, a 9 Armia z rejonu Frankfurtu nad Odrą. 24 kwietnia 12 Armia zaatakowała 4 Gwardyjską Armię Pancerną i 13 Armię. Tego samego dnia kierujące się na Berlin wojska 9 Armii i 4 Armii Pancernej zostały odrzucone przez wojska obu radzieckich frontów. Niemieckie starania w celu odblokowania Berlina zakończyły się porażką, jedynym osiągnięciem było tylko chwilowe spowolnienie sił radzieckich. 26 kwietnia wojska radzieckie przystąpiły do likwidacji okrążonego niemieckiego zgrupowania (9 Armia i część 4 Armii Pancernej) w rejonie Frankfurt–Gubin. Jednak tego samego dnia przeprowadziło ono kontratak w styk 28 Armii i 3 Gwardyjskiej Armii gen. Wasilija Gordowa, co przerwało front i wojska niemieckie posunęły się na zachód. Zostały one jednak ponownie otoczone w rejonie Baruth. Wojska 12 Armii próbowały się wtedy przebić przez pozycje 4 Gwardyjskiej Armii Pancernej i 13 Armii. 27 kwietnia na południe od Berlina 12 Armia osiągnęła wieś Ferch pod Poczdamem. Radziecka presja na 12 Armię nie pozwalała jednak na dotarcie do 9 Armii i 27–28 kwietnia jej natarcie zostało ostatecznie powstrzymane.
Równolegle okrążona 9 Armia podejmowała próby wyrwania się z kotła, jednak miała przeciwko sobie potężne siły trzech armii 1 Frontu Białoruskiego i dwóch 1 Frontu Ukraińskiego, nie licząc części sił dwóch armii pancernych (3 i 4 Gwardyjska Armia Pancerna). W odpowiedzi na niemieckie próby przebicia się skierowano na kierunek natarcia wojsk gen. Bussego dodatkowych dziewięć dywizji piechoty, korpus zmechanizowany i kilka mniejszych jednostek. W nocy z 28 na 29 kwietnia 9 Armia podjęła kolejną próbę wydostania się z kotła. Tym razem udało jej się i przełamała pierwszą linię pierścienia okrążenia. 29 kwietnia zdołała się ona przebić przez pozycje 28 Armii i skierowała się na Luckenwalde. Dopiero wieczorem zdołano ją powstrzymać 12 km od tego miasta. Następnego dnia brakowało jej tylko 20 km do 12 Armii. Wojska gen. Bussego tworzyły coś na kształt ruchomego kotła – przemieszczały się powoli na zachód, ale nie były w stanie wyswobodzić się z żelaznego ucisku otaczających ich korpusów Armii Czerwonej. Mimo wysiłków wojsk gen. Bussego nie udało im się dotrzeć do wojsk gen. Wencka. Brakowało im zaledwie 3–4 km, kiedy 1 maja okrążona 9 Armia została ostatecznie rozbita. Niewielka część jej żołnierzy prowadzona przez ostatni ocalały, sprawny czołg przedarła się jednak przez pozycje 5 Gwardyjskiego Korpusu Zmechanizowanego należącego do 4 Gwardyjskiej Armii Pancernej i dotarła do pozycji wojsk gen. Wencka. Podczas walk odwrotowych zginęło 60 tys. żołnierzy 9 Armii, a 120 tys. dostało się do niewoli.
Po zniszczeniu 9 Armii i połączeniu się jej resztek z oddziałami 12 Armii jednostki te próbowały wycofać się na zachód w celu dotarcia do sił amerykańskich po drugiej stronie Łaby. Wspólnie z nimi wycofywały się też garnizon Poczdamu i kilka tysięcy uchodźców. Wojska Armii Czerwonej poprzez swoje ataki na północy, między Havelbergiem a Rathenow, próbowały przeszkodzić Niemcom w dotarciu do Łaby. 3 maja oddziały niemieckiej 12 Armii nawiązały kontakt z amerykańską 9 Armią. Tego dnia gen. Edelsheim, jeden z dowódców korpusów 12 Armii, udał się przez Łabę do Stendal, by rozpocząć negocjacje na temat poddania się. Dowódca 9 Armii gen. William Simpson zgodził się na przyjęcie żołnierzy, ale odmówił przepuszczenia cywilów. Rankiem 5 maja Niemcy rozpoczęli przeprawę przez Łabę przez uszkodzony most kolejowy między Stendal a Schönhausen, przez uszkodzony most drogowy pod Tangermünde i promem w Ferchland. 12 Armia w drodze do Łaby była ścigana przez oddziały radzieckie. Miejsca przepraw znajdowały się pod silnym ostrzałem artylerii radzieckiej, który powodował ciężkie straty. Amerykanie przeszukiwali żołnierzy w poszukiwaniu SS-manów, cywilów i Hiwi. 6 maja rejon, w którym broniła się 12 Armia miał tylko 8 km długości i 2 km szerokości. Po południu 7 maja, po załamaniu się linii obronnych, ostatni żołnierze niemieccy, cały czas ostrzeliwani przez radziecką artylerię i katiusze, przekroczyli Łabę i poddali się Amerykanom.

## Udział żołnierzy polskich w szturmie na Berlin
W szturmie Armii Czerwonej wspomagały ją oddziały złożone z polskich żołnierzy należących do 1 Armii Wojska Polskiego:
- 1 Warszawska Dywizja Piechoty im. Tadeusza Kościuszki
- 2 Pomorska Brygada Artylerii Haubic
- 6 Samodzielny Warszawski Zmotoryzowany Batalion Pontonowo-Mostowy
- 1 Samodzielna Brygada Moździerzy z odwodu Naczelnego Dowództwa Wojska Polskiego będąca od marca 1945 roku w składzie 47 Armii radzieckiej 1 Frontu Białoruskiego

Razem około 12 tys. żołnierzy.

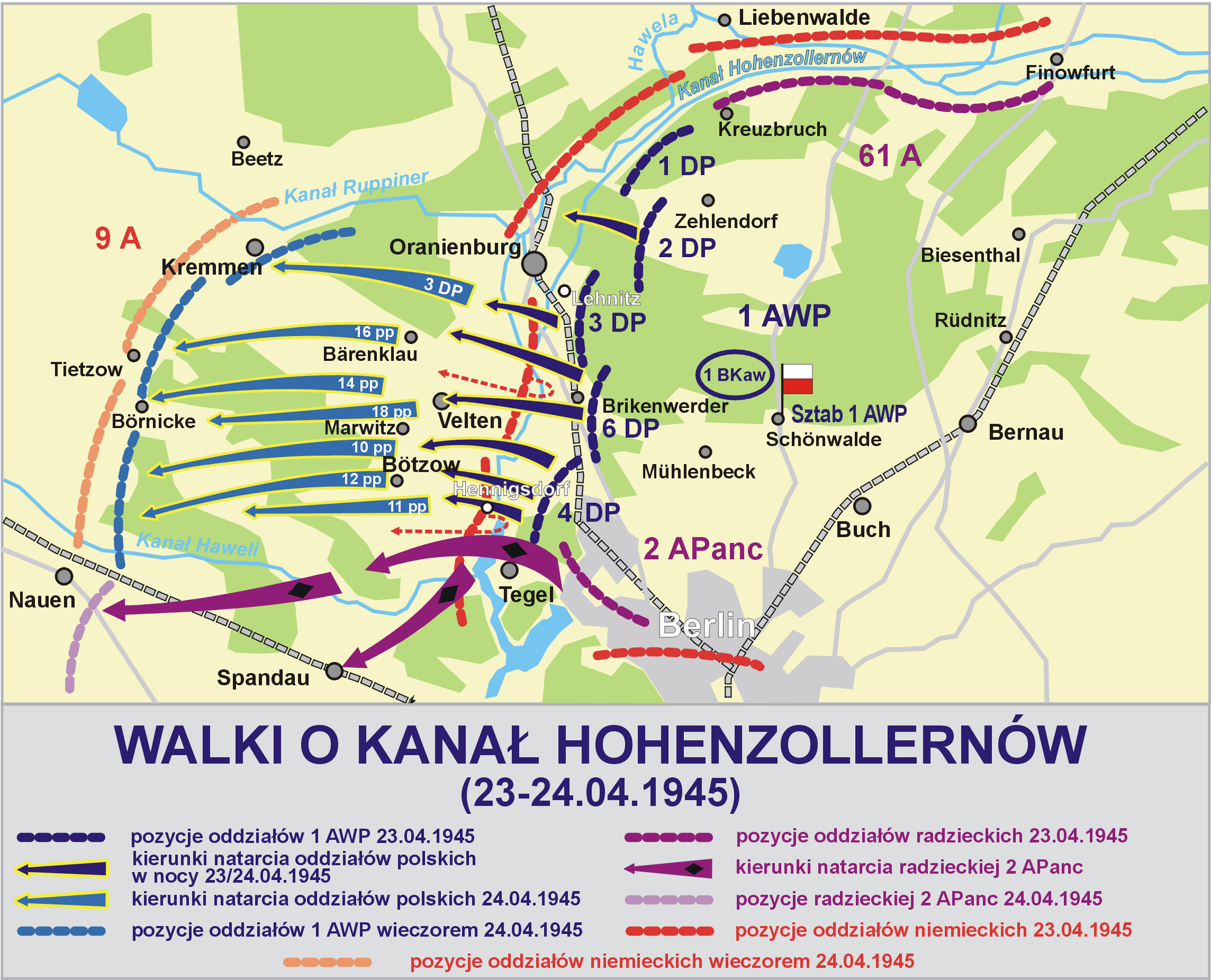

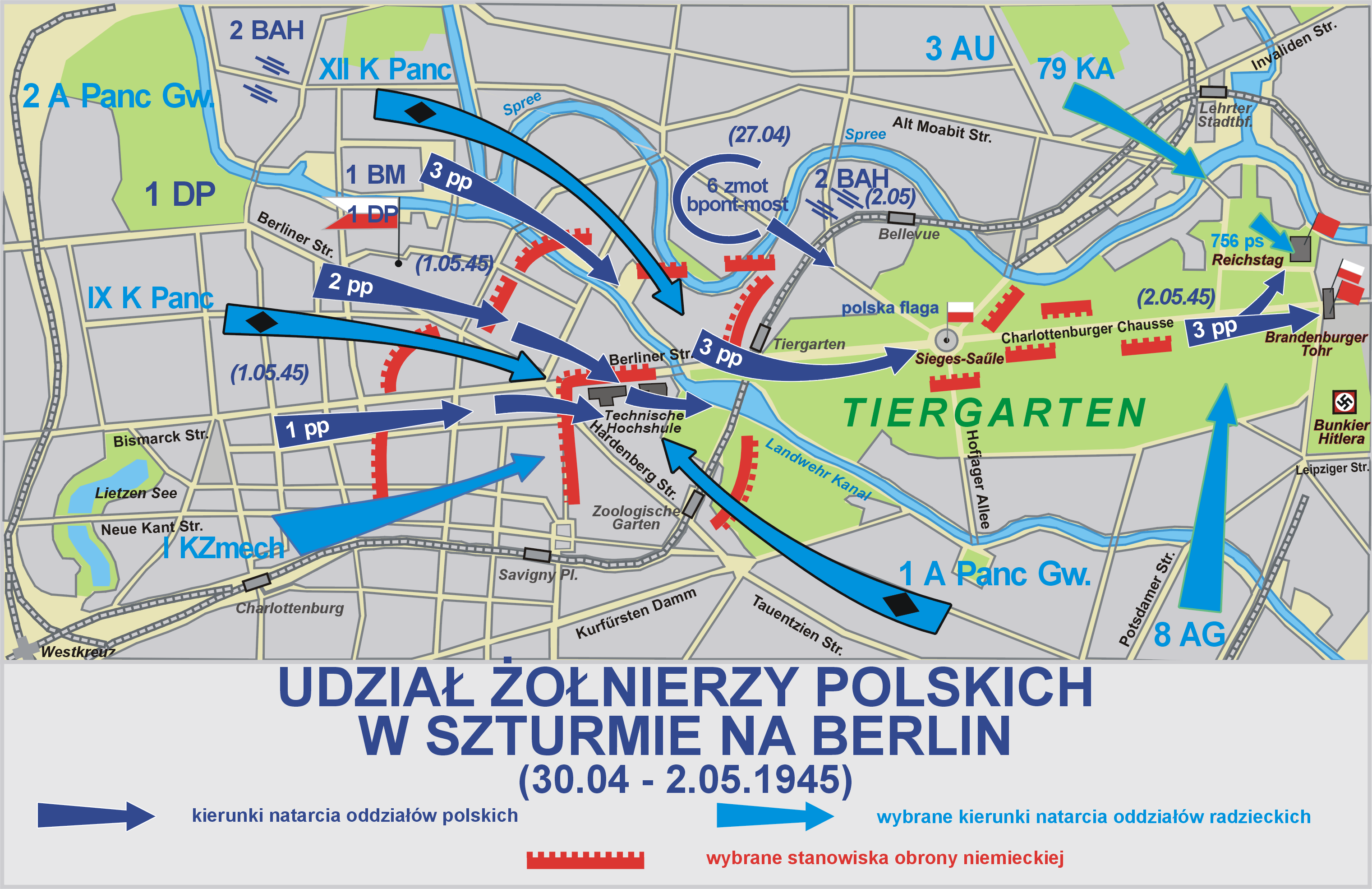

W czasie szturmu Polacy, w składzie 1 Frontu Białoruskiego, znajdowali się ok. 60 km na północ od Berlina. Naczelny Dowódca WP, gen. Michał Rola-Żymierski, 29 kwietnia wieczorem poprosił Gieorgija Żukowa „w imieniu Partii i Rządu Polskiego” o wyrażenie zgody na udział jednostki Wojska Polskiego w szturmie Berlina. Żukow odpowiedział, że „w tej sprawie zwróci się do Naczelnego Dowódcy”. Za zgodą Józefa Stalina wydał rozkaz przewiezienia 1 Dywizji Piechoty im. Tadeusza Kościuszki w rejon bezpośrednich walk i przydzielenia poszczególnych pułków do radzieckich jednostek pancernych. Polscy żołnierze zameldowali się 30 kwietnia o 7.00 rano i od tej chwili brali udział w walkach w ostatnim, najsilniej umocnionym rejonie, m.in. w zachodniej części Tiergarten, przebijając się w stronę Reichstagu, w rejonie Politechniki i przy Bramie Brandenburskiej. Zdobyli 56 kwartałów miasta, 7 kompleksów fabrycznych, 4 stacje metra i większą część budynków Politechniki. Wzięli do niewoli 2550 jeńców.
2 maja 1945 roku ok. 6:00, podczas rajdu przez park Tiergarten dokonanego przez 2 batalion, część 1 batalionu 3 pułku piechoty i batalion czołgów 66 Brygady Pancernej, żołnierze 7 baterii 1 pułku artylerii lekkiej z 1 Dywizji Kościuszkowskiej, zatknęli na środku trzeciej kondygnacji Siegessäule (pruskiej kolumnie zwycięstwa) w parku Tiergarten biało-czerwony sztandar. Drugą flagę na balustradzie drugiej kondygnacji, na polecenie por. Piotra Potapskiego, powiesili żołnierze z 8 baterii 3 dywizjonu. Trzecią flagę powiesiło pięciu polskich żołnierzy z 1 Dywizji Piechoty (byli to ppor. Mikołaj Troicki, plut. Kazimierz Otap, kpr. Antoni Jabłoński oraz kanonierzy Aleksander Karpowicz i Eugeniusz Mierzejewski). Po kapitulacji, na Kolumnie Zwycięstwa i na Bramie Brandenburskiej zawisły biało-czerwone flagi. Tuż obok czerwone sztandary wieszali żołnierze radzieccy. Hitlerowskie Niemcy były pokonane.

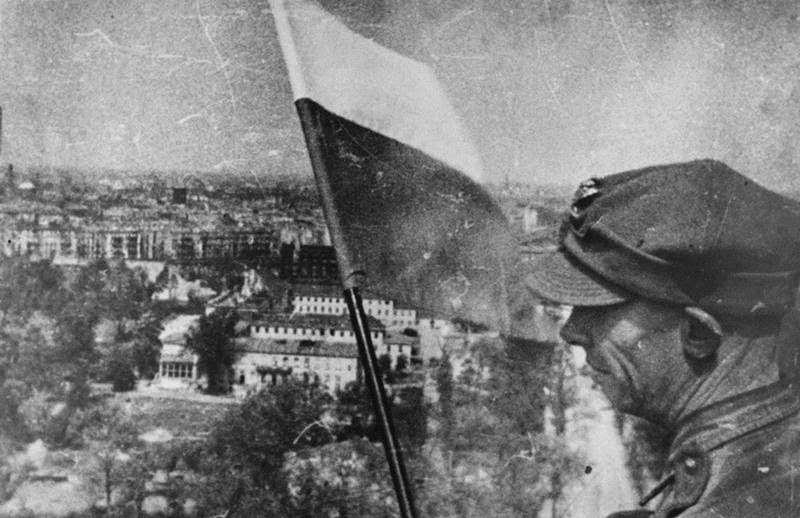
Polska flaga zawieszona w zrujnowanym Berlinie, na Kolumnie Zwycięstwa przez kpt. Antoniego Jabłońskiego, 2 maja 1945 r.

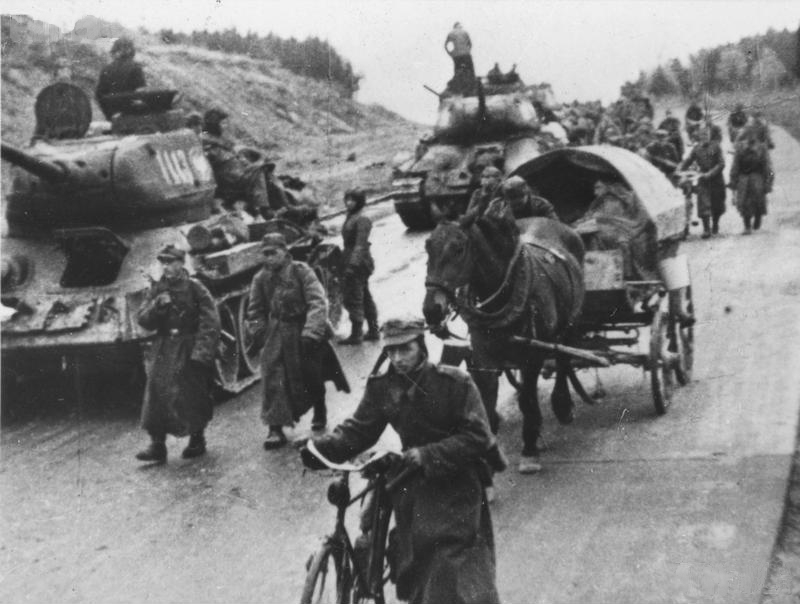
Czołgi T-34-85 1 Armii Wojska Polskiego w czasie operacji berlińskiej

1 Dywizja Piechoty – walki na terenie Berlina rozpoczęła na północno-zachodniej części dzielnicy Charlottenburg. 3 pułk piechoty (3 pp) rozpoczął natarcie z Franklinstraße i po całym dniu walk dotarł w rejon Englische Straße, a następnie w nocy po ciężkich walkach zdobył stację kolejową Tiergarten, gdzie wziął 450 jeńców. Następnie przeprowadził atak przez park Tiergarten i 2 maja około 6:55 dotarł w rejon Bramy Brandenburskiej, gdzie zetknął się z oddziałami radzieckiej 8 Gwardyjskiej Armii.
2 pułk piechoty (2 pp) rozpoczął natarcie 30 kwietnia z Sophienstraße, przekroczył Franklinstraße i dotarł do północnych zabudowań Berliner Straße. W nocy 2 pp zdobył silnie bronione gmachy politechniki. Rano przeprowadzono atak na południowy wschód przez stadion sportowy i w okolicach Fasanenstraße, stacji kolejowej Zoologischer Garten i Hardenbergstraße nawiązano styczność z radziecką 1 Gwardyjską Armią Pancerną. Z innymi jednostkami radzieckimi nawiązano na lewym skrzydle styczność w rejonie mostu kolejowego na kanale Landwehry w rejonie ulicy Gartenufer.
1 pułk piechoty nacierał od 1 maja wzdłuż ulic Bismarckstraße, Schillerstraße, Goethestraße w kierunku stadionu i zoo, opanowując także budynki przy Pestalozzistraße i zdobywając barykady przy zachodniej stronie Kaiser-Friedrich-Straße. Następnie przekroczył Wilmersdorfer Straße i dotarł do Karl-August-Platz gdzie nawiązał styczność z 1 pp. Następnie walczył w rejonie Krumme Straße przy Karl-August-Platz, przekroczył Leibnizstraße i opanował stację kolejki przy Bismarckstraße. 2 maja o świcie pułk przekroczył Grolmanstrasse i dotarł do Hardenbergstraße.
2 Brygada Artylerii Haubic – 27 kwietnia rozpoczęła walki prowadząc ogień z dzielnicy Siemensstadt. Od 27 do 29 kwietnia stanowiska ogniowe tej brygady umieszczono w Volksgarden i między innymi walczyła na przecięciu Guerigestrasse i Cauerstrasse. 1 maja, 2 Brygada Artylerii Haubic została podporządkowana 1 Dywizji Piechoty im. Tadeusza Kościuszki w rejonie Tiergarten na południe od Sprewy.
1 Samodzielna Brygada Moździerzy – od 24 kwietnia do 2 maja 1945 roku walczyła pod Spandau, Pichelsdorf i miastem Poczdam. Z jej składu 5 i 8 Pułk Moździerzy niszczyły umocnienia na przesmykach pomiędzy jeziorami Sackower oraz Lekwitz oraz przy zamku w Poczdamie, a także zdobywały berlińskie przedmieścia Glienicke i Bernau. 11 Pułk Moździerzy walczył w dzielnicach Seeburg, Staaken i Klosterfelde.

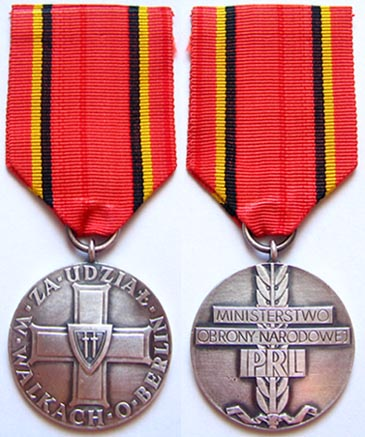
Polski Medal „Za udział w walkach o Berlin”

6 Batalion Pontonowo-Mostowy – dowództwo niemieckie przygotowywało Berlin do obrony od stycznia 1945 roku. Berlin był podzielony na 9 sektorów. Do robót inżynieryjnych i zagrodzeń zmuszono ludność cywilną. Do obrony wykorzystano część ocalałych domów, ruiny i piwnice. Zabarykadowano ulice, znaczną część barykad zaminowano. Berlin był pocięty podziemnymi komunikacjami na głębokości 5–10 m (tunele kolei podziemnej, kolektory, stare piwnice), gdzie Niemcy magazynowali broń i amunicję, wykonali koszary dla załóg, punkty oporu, stanowiska dowodzenia i węzły łączności. Plan rozbudowy był pilnie strzeżony, wejścia do przejść podziemnych maskowane. Nawet zakłady zbrojeniowe schowano pod ziemię. Pod koniec wojny Niemcy wyprodukowali olbrzymią liczbę min-niespodzianek (zapalniczki, wieczne pióra, puszki po konserwach i inne), które rozrzucali po całym mieście. 26 kwietnia 6 bpmost został wydzielony ze składu 1 Armii WP i podporządkowany 2 Gwardyjskiej Armii Pancernej gen. Bogdanowa. Zadaniem batalionu była budowa przepraw przez Sprewę. Rozkaz zastał saperów na przeprawie na Kanale Hohenzollernów w Oranienburgu. 25 kwietnia wieczorem batalion zwinął swoje przeprawy i wieczorem 26 kwietnia przebazował się do Berlina. 26 kwietnia, z marszu w nocy batalion przystąpił do budowy mostu na Sprewie w dzielnicy Moabit. Niemcy mocno ostrzeliwali budowę przeprawy. Byli zabici i ranni, mimo to kontynuowano budowę. Saperzy niejednokrotnie przerywali budowę mostu, aby z piechotą i czołgistami odpierać ataki Niemców. 27 kwietnia most na Sprewie został zbudowany. 28 kwietnia o godz. 8.30 rozpoczęła się przeprawa wojsk przez most na Sprewie. W ciągu 69 godzin przez most przeprawiło się 30 czołgów, 1660 dział, 10 200 samochodów, 4000 furmanek, 7800 żołnierzy. Oprócz budowy mostu i obsługi przeprawy saperzy 6 bpmost odbudowali znajdujący się w pobliżu mostu pontonowego most kolejowy, przystosowując go do ruchu kołowego. Saperzy, w czasie walk ulicznych, wysadzali i rozbierali barykady, usuwali miny, torując drogę czołgom i fizylierom radzieckim. Za czyny i wzorowe wykonanie zadań bojowych w szturmie Berlina pontonierzy 6 batalionu pontonowo-mostowego zostali odznaczeni, uchwałą Rady Ministrów ZSRR z dnia 28 maja 1945 roku, Orderem Czerwonej Gwiazdy. Liczni oficerowie i żołnierze zostali odznaczeni przez Naczelne Dowództwo Armii Czerwonej orderami i medalami. Żołnierze 6 batalionu pontonowo-mostowego mieli jako czwarta jednostka Wojska Polskiego zaszczyt zdobywania Berlina i zawieszenia na murach miasta biało-czerwonego sztandaru.
W północnej części Volkspark Friedrichshain w 1972 roku wzniesiono Pomnik Żołnierza Polskiego i Niemieckiego Antyfaszysty projektu polsko-niemieckiego kolektywu, w skład którego weszli – Zofia Wolska, Tadeusz Łodziana, Arnd Wittig i Günther Merkel, na którym umieszczono napis „Za naszą i waszą wolność – Für eure und unsere Freiheit”.
Walki żołnierza polskiego o stolicę III Rzeszy zostały upamiętnione na Grobie Nieznanego Żołnierza w Warszawie, napisem na jednej z tablic po II wojnie światowej: „BERLIN 30 IV – 2 V 1945” i po 1990 roku „BERLIN 26 IV – 2 V 1945”.

## Następstwa

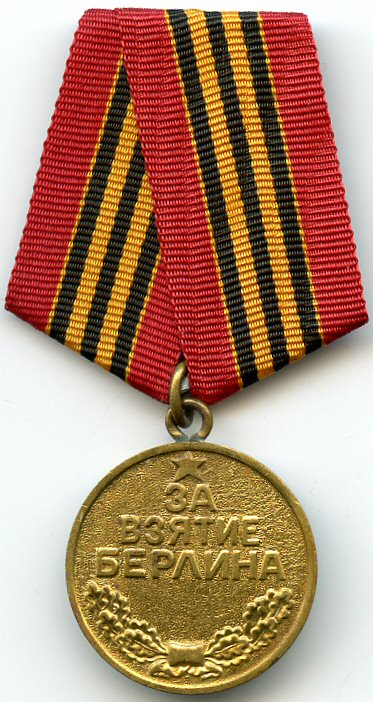
Radziecki Medal „Za zdobycie Berlina”

Koszt zdobycia stolicy III Rzeszy był wysoki. Pomiędzy 16 kwietnia, kiedy rozpoczęła się operacja berlińska, a 9 maja, kiedy skapitulowała III Rzesza, trzy fronty radzieckie straciły według historyka Grigorija Kriwoszejewa (który opierał się na archiwach radzieckich) 78 291 zabitych lub zaginionych i 274 184 rannych lub chorych (straty oddziałów polskich nie są w to wliczone). Utracono 2108 dział i moździerzy, 1997 czołgów i dział samobieżnych oraz 917 samolotów.
Straty niemieckie, zarówno wśród wojskowych, jak i cywilów, są trudne do oszacowania, ponieważ wszelka administracja przestała funkcjonować. Ocenia się, że w wyniku bezpośrednich działań wojennych zginęło 125 tys. mieszkańców Berlina – w tym 6400 samobójczo, a 22 tys. na atak serca. Badania niemieckie oceniają straty wojskowe podczas operacji berlińskiej na 92 000 do 100 000 zabitych i 220 000 rannych. W wyniku bezpośrednich walk w mieście zginęło 22 tys. żołnierzy niemieckich, a 70 tys. żołnierzy garnizonu berlińskiego dostało się do niewoli. W trakcie całej operacji berlińskiej Armia Czerwona wzięła 480 tys. jeńców.
Po kapitulacji Berlina w innych rejonach Europy wojska niemieckie także zaczęły składać broń. 2 maja siły niemieckie, liczące około miliona żołnierzy, w północnych Włoszech i południowej Austrii skapitulowały. Trochę później oddziały brytyjskiej 2 Armii zdobyły Szlezwik-Holsztyn i wyzwoliły Danię, a 2 Front Białoruski zdobył Meklemburgię. Po zdobyciu Berlina Stawka rozkazała jednostkom 1 Frontu Ukraińskiego skręcić na południe, by wziąć udział w operacji praskiej. 6 maja, po trzech miesiącach oblężenia, padł Wrocław. 9 maja Armia Czerwona wyzwoliła Pragę. Na południu po zdobyciu Monachium wojska amerykańskie nacierały w kierunku Tyrolu. Siły francuskie zdobyły Bregencję nad Jeziorem Bodeńskim. 9 maja poddały się otoczone niemieckie oddziały na Helu, w ujściu Wisły i w Kurlandii.
7 maja w kwaterze Eisenhowera w Reims gen. Alfred Jodl podpisał akt bezwarunkowej kapitulacji Niemiec. Stalin chciał jednak, aby akt kapitulacji podpisano w Berlinie, w radzieckiej strefie okupacyjnej, przez naczelne dowództwo Armii Czerwonej. Tuż przed północą 8 maja w dzielnicy Karlshost w Berlinie zebrały się delegacje aliancka i niemiecka, po czym podpisano akt bezwarunkowej kapitulacji Niemiec. W całym Berlinie czerwonoarmiści rozpoczęli świętowanie zwycięstwa.